# Achille
Vous lisez un « bon article » labellisé en 2018.
Pour les articles homonymes, voir Achille (homonymie) et Saint Achille.

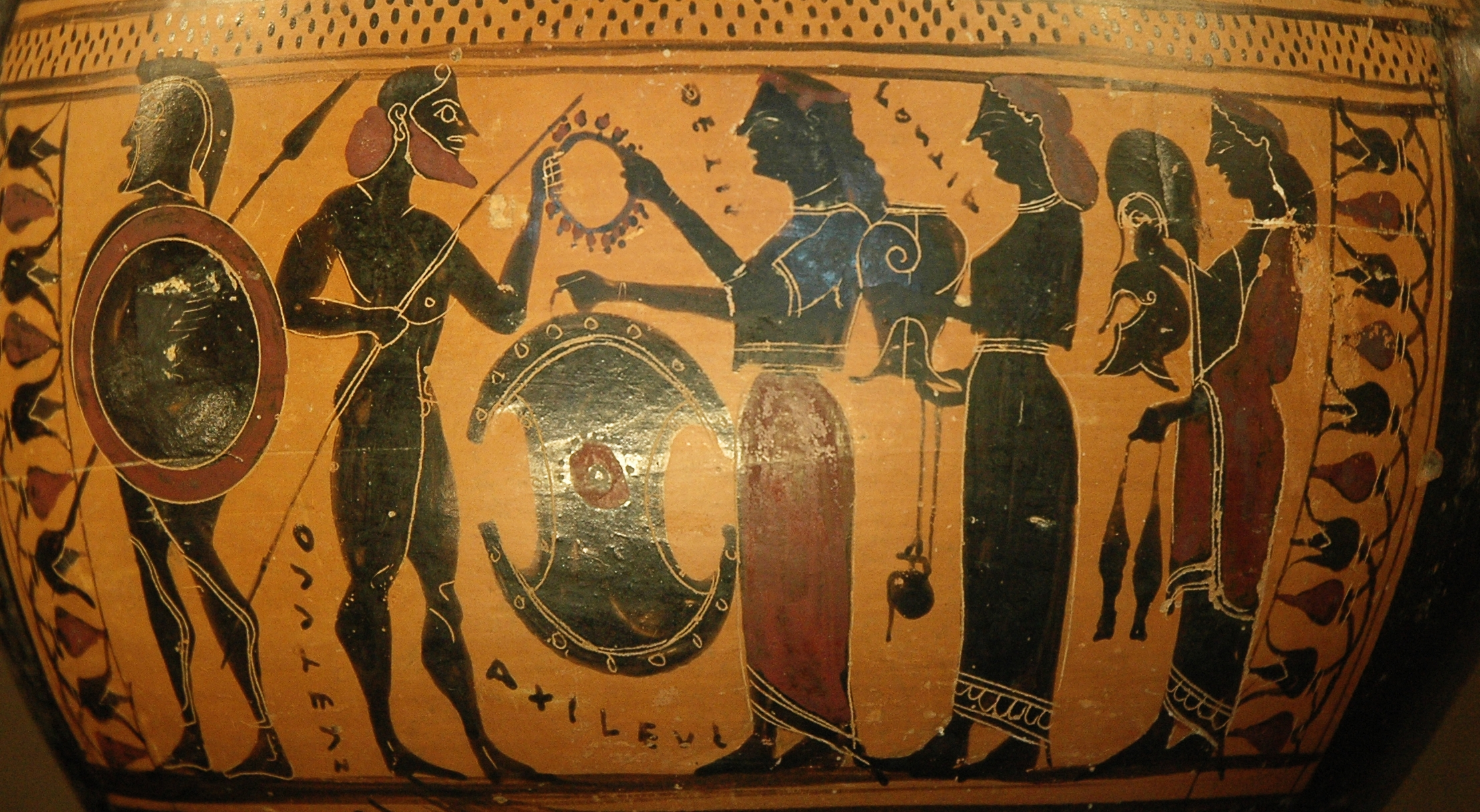
Thétis donne à son fils Achille ses armes nouvellement forgées par Héphaïstos, détail d'une hydrie attique à figures noires,, musée du Louvre.

Achille (en grec ancien Ἀχιλλεύς / Akhilleús) est un héros légendaire de la guerre de Troie, fils de Pélée, roi de Phthie en Thessalie, et de Thétis, une Néréide (nymphe marine). Il est fréquemment appelé « Péléide » ou « Éacide », épithètes qui rappellent son ascendance.
Thétis le plonge dans le Styx, l'un des fleuves des Enfers, pour que son corps devienne invulnérable ; son talon, par lequel le tient sa mère, n'y est pas trempé et reste celui d'un mortel, ce qui le mènera plus tard à sa perte. Il est éduqué par le centaure Chiron qui lui apprend les arts de la guerre, la musique et la médecine. Alors qu'il est encore adolescent, il choisit une vie courte, mais glorieuse, plutôt qu'une existence longue mais sans éclat. Caché par sa mère, qui veut l'empêcher de participer à la guerre de Troie, à la cour du roi Lycomède, le jeune homme est découvert par Ulysse et rejoint, avec son ami intime Patrocle, l'expédition grecque.
Lors de la dixième année du conflit, une querelle avec Agamemnon le pousse à quitter le combat : c'est la « colère d'Achille » chantée par l’Iliade. Eschyle, dans sa pièce Les Myrmidons, décrit Achille et Patrocle comme amants ; plus tard, Xénophon, dans son dialogue philosophe Le Banquet, donne une version contraire où ils ne sont pas amants. La mort de Patrocle le pousse à reprendre les armes pour affronter Hector, le meilleur des Troyens. Achille trouve la mort peu après l'avoir tué, atteint au talon par une flèche de Pâris guidée par le dieu Apollon.
Achille est honoré comme un héros, voire comme un dieu par le monde grec. Beau, valeureux, champion d'une morale orgueilleuse de l'honneur, il incarne « l'idéal moral du parfait chevalier homérique ».

## Étymologie du nom d'Achille
Le nom d'Achille est d'étymologie inconnue. La question s'est en effet posée dès l’Antiquité : le pseudo-Apollodore explique ainsi que son nom signifie « qui n'a pas de lèvres » (d’un α- privatif et de χεῖλος / kheĩlos, « lèvre ») « parce que jamais il n’avait approché ses lèvres d’un sein ». Toutefois, cette étymologie populaire ne repose sur rien. Cela n'empêche pas l'archevêque érudit byzantin Eustathe (XIIe siècle) de signaler deux étymologies traditionnelles, c'est-à-dire philosophiques, reprises très probablement du philosophe Porphyre : « ACHos tois ILieusin » = douleur pour les habitants d'Ilion (les Troyens) ou bien « A CHILos » = sans (alpha privatif) fourrage, étant donné que le centaure Chiron ne l'avait pas nourri de végétaux mais uniquement de moelles d'êtres vivants.
L'une des hypothèses les plus convaincantes donne au nom du héros le sens de « celui dont l’armée est affligée », de ἀχός / akhós' « le chagrin, l’affliction », et de λαός / laós, « l’armée, la foule des guerriers »,. En effet, la figure d'Achille est étroitement liée au chagrin : celui éprouvé par les Achéens quand Achille se retire de la bataille, puis quand il meurt d'une flèche de Pâris.
Dans les épopées, Achille est fréquemment appelé « Péléide » (c'est-à-dire « fils de Pélée ») ou « Éacide » (c'est-à-dire « descendant d'Éaque » qui est son grand-père paternel). Ces épithètes évoquent son ascendance.

## Le mythe antique d'Achille: principaux épisodes

### Naissance

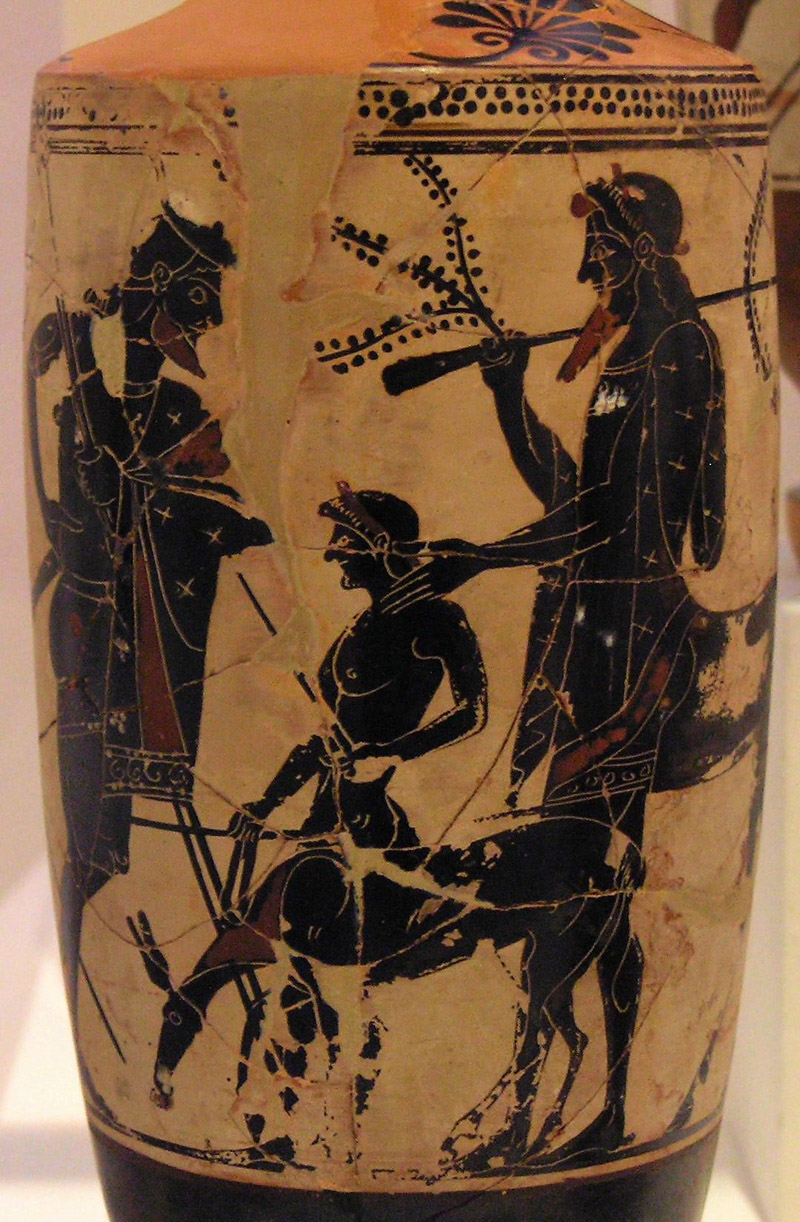
Pélée (à gauche) confiant le jeune Achille (au centre) au centaure Chiron (à droite). Lécythe à fond blanc,, Musée national archéologique d'Athènes.

Achille naît à Larissa. L’un des faits les plus marquants de son mythe vient du désir de sa mère, Thétis, de le rendre invulnérable. Ensuite, les récits divergent. Selon une tradition ancienne, Thétis place tous ses enfants dans un chaudron d'eau bouillante ou dans le feu, pour vérifier s'ils ne sont pas immortels ; Pélée l'arrête avant qu'elle ne puisse faire subir le même sort à Achille. Selon d'autres, elle les frotte d’ambroisie et les place dans le feu pour que celui-ci consume la part mortelle des enfants — une légende semblable est attachée à Démophon d’Éleusis.
Enfin, la variante la plus populaire la montre trempant son fils dans les eaux du Styx, le fleuve des Enfers, en le tenant par le talon. Il devient ainsi invulnérable, à l'exception du talon par lequel sa mère l'avait tenu, ce qui a donné lieu à l'expression « talon d'Achille », qui signifie « endroit vulnérable, point sensible ». Néanmoins, l’Iliade ne mentionne aucune de ces traditions liées à la naissance d'Achille, et rien dans l'épopée ne permet d'affirmer qu'il est insensible aux coups. Dans la Suite d'Homère de Quintus de Smyrne, il est blessé par le prince éthiopien Memnon. Au reste, Achille n'est pas le seul héros grec réputé invulnérable : les traditions tardives accordent aussi ce privilège à Ajax le Grand.

### Éducation
La tradition dominante veut qu'à l'instar d'autres héros comme Jason et Actéon, Achille ait été confié par son père au centaure Chiron, habitant le mont Pélion en Thessalie. Là, il apprend la médecine, le maniement des armes, l'art de monter à cheval et de chasser, ainsi que la musique. La littérature ne rapporte pas d'exploit particulier de la part du jeune garçon, si ce n'est ses prouesses à la chasse.
L'Iliade se montre peu diserte sur Chiron, et met plutôt en avant le personnage de Phénix qui apprend au jeune garçon l'art de l'éloquence et le maniement des armes. Dans une scène touchante du chant IX, le vieil homme se souvient d'avoir tenu le héros sur ses genoux, découpant sa viande et l'aidant à boire son vin. Enfin, ailleurs dans le poème, Thétis clame également avoir élevé son fils elle-même.

### La première mobilisation à Aulis

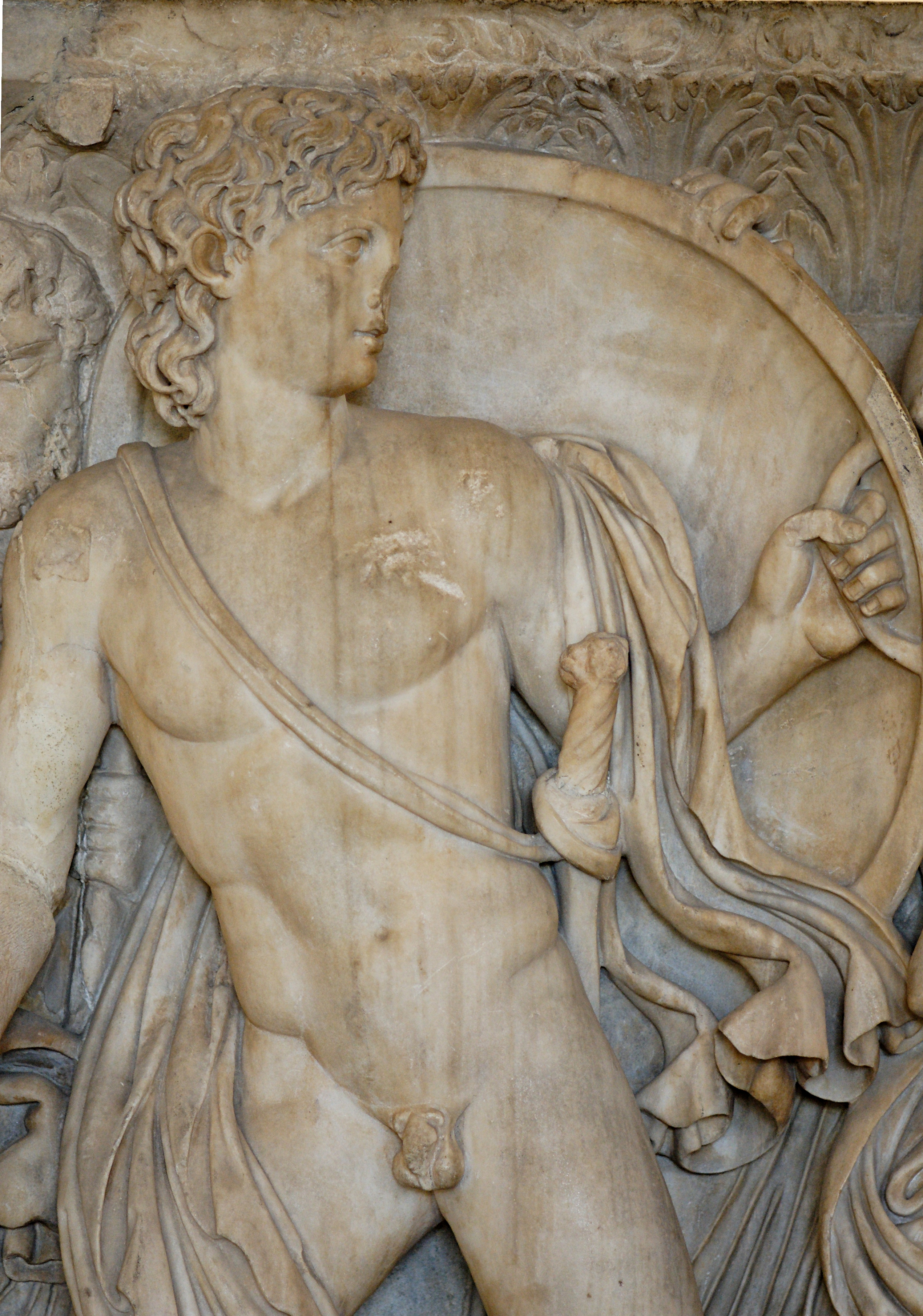
Achille chez Lycomède, bas-relief d'un sarcophage athénien,, musée du Louvre.

Les événements de la guerre de Troie qui précèdent ceux de L'Iliade sont particulièrement confus. Dans L'Iliade, Achille est envoyé directement par Pélée, avec Patrocle et les Myrmidons, lorsque les chefs grecs se rassemblent à Aulis. Les Chants cypriens, une épopée du Cycle troyen, racontent ensuite comment, poussée par les vents, la flotte grecque débarque par erreur en Mysie. Croyant avoir atteint Troie, les Achéens passent à l'attaque et se heurtent au roi local, Télèphe, fils d'Héraclès. Achille l'affronte et le blesse. L'expédition grecque repart, mais une tempête l'emporte jusqu'à l'île de Skyros, où Achille épouse Déidamie, fille du roi Lycomède. Les Chants cypriens racontent ensuite comment Télèphe, blessé, se rend à Argos pour être soigné par Achille en échange d'informations sur la route vers Troie.
L'Iliade ne fait pas allusion à ces événements, mais ne les contredit pas non plus. Au Ve siècle, la geste d'Achille et de Télèphe est connue de Pindare, qui y fait allusion dans l'une de ses Isthmiques, ainsi que d'Eschyle, Sophocle et Euripide. Les premiers lui consacrent chacun un cycle tragique (aujourd'hui perdus) couvrant probablement l'ensemble du récit, de l'arrivée en Mysie à la guérison à Argos. Le Télèphe d'Euripide, lui aussi perdu, est connu par les nombreuses allusions qu'y fait Aristophane : il se concentre sur l'arrivée de Télèphe et sa guérison par Achille. Des sources plus tardives précisent que Télèphe, après avoir tué bon nombre de Grecs, s'enfuit lorsqu'il rencontre Achille. Pris dans des vignes déployées par Dionysos, il est blessé par la lance d'Achille. Suivant un schéma magique fréquent, seule cette même lance pourra ensuite le soigner.
La manière dont Achille rejoint l'expédition grecque fait l'objet d'une variante plus tardive qui s'impose ensuite comme dominante. Un oracle a appris aux Achéens que le jeune homme est indispensable à la prise de Troie. Thétis ou Pélée, craignant pour sa vie, le déguise en femme et le cache parmi les filles de Lycomède, afin de le soustraire à la pression des guerriers.
Chez Lycomède, qui selon les versions est au courant ou non de la supercherie, Achille porte le nom de Pyrrha, « la rousse ». Sous son déguisement, il séduit ou viole Déidamie, qui lui donnera Néoptolème, également appelé Pyrrhus, lequel se révélera indispensable à la prise de Troie.
Ayant eu vent de la ruse, Diomède et Ulysse arrivent ensuite à Skyros et identifient Achille, qui rejoint alors l'armée grecque. L'épisode est le sujet d'une tragédie d'Euripide, les Skyriens. Ovide précise comment s'y prennent les deux héros : déguisé en marchand, le roi d'Ithaque propose aux filles de Lycomède des tissus précieux et des armes ; Achille se dévoile en étant le seul à saisir une épée et un bouclier. Chez Apollodore, c'est une sonnerie de trompette qui réveille l'héroïsme du jeune homme, qui se dévoile ainsi. Stace combine ces deux variantes. Chez Hygin, le héros se montre un peu moins naïf : entendant des trompettes, Achille croit la cité attaquée, et saisit les armes pour la défendre.

### Le second voyage vers Troie
Alors que l'armée grecque s'apprête à partir pour Troie, la colère d'Artémis contre Agamemnon bloque la flotte à Aulis. Un oracle dévoile qu'il faut sacrifier Iphigénie, fille de ce dernier ; c'est par la promesse d'un mariage avec Achille que les chefs achéens attirent alors la jeune fille à Aulis.
La flotte part peu après et s'arrête en cours de route sur l'île de Ténédos, où un festin est organisé. Achille, invité tardivement, se met alors en colère. Nous connaissons une autre occasion au cours de laquelle Achille se met en colère au cours d'un dîner : dans l'Odyssée, l'aède Démodocos propose à la cour d'Alcinoos de chanter la dispute entre Achille et Ulysse, dispute dont un oracle d'Apollon Delphien aurait prédit qu'elle serait le signe précurseur de la chute de Troie. Une allusion de Plutarque à une pièce perdue de Sophocle rapporte de même qu'Ulysse se moque, pendant un banquet, de la colère d'Achille : il accuse ce dernier d'avoir pris peur en voyant Troie et Hector, et de chercher un prétexte pour fuir. Il n'est pas facile de déterminer s'il s'agit d'un seul et même épisode ou de deux colères distinctes.
Un second incident prend place à Ténédos : l'île est gouvernée par Ténès, fils d'Apollon, qui repousse les Achéens. Achille le tue, malgré la recommandation de sa mère de ne pas le tuer sous peine de périr lui-même des mains d'Apollon. Plutarque raconte de son côté que Thétis envoie aux côtés d'Achille un serviteur chargé de lui rappeler l'avertissement ; Achille s'y tient jusqu'à ce qu'il rencontre la sœur de Ténès, qui le frappe par sa beauté. Ténès s'interpose pour protéger sa sœur et Achille, oubliant l'avertissement, le tue.

### Premières années de la guerre
Quand la flotte grecque arrive devant Troie, Achille doit affronter Cycnos, fils de Poséidon et roi de Colone, qui les empêche de débarquer. Celui-ci a la particularité d'être albinos et invulnérable : aucune arme ne peut le blesser. Achille parvient finalement à le tuer en l'étranglant avec la jugulaire de son casque ou, selon une autre version, d'un jet de pierre.
Les Grecs installent leur camp sur la plage qui s'étend devant Troie ; une ambassade achéenne pour réclamer Hélène échoue. Achille éprouve alors le désir de voir la jeune femme. Les Chants cypriens indiquent seulement que la rencontre est arrangée par Aphrodite et Thétis, sans davantage de détail. Cependant, une variante hellénistique évoque une prédiction de Cassandre selon laquelle Hélène aurait cinq maris — Thésée, Ménélas, Pâris, Déiphobe et Achille. Il ne s'agit visiblement pas d'une allusion au règne d'Achille après sa mort aux Champs Élysées, puisque la même source fait de Médée son épouse post mortem. Peut-être faut-il en conclure que le rendez-vous entre Achille et Hélène s'est terminé par l'union des deux protagonistes.
Une fois les Troyens retranchés derrière leurs murailles, Achille s'emploie à couper l'approvisionnement de la ville. À la tête de ses nefs, il attaque et réduit ainsi onze cités d'Anatolie, tributaires de Troie. C'est dans Lyrnessos, l'une de ces villes, lors de la dixième année de siège, qu'il reçoit pour part d'honneur Briséis, tandis qu'Agamemnon reçoit Chryséis lors du sac de Thébé.

### La colère d'Achille

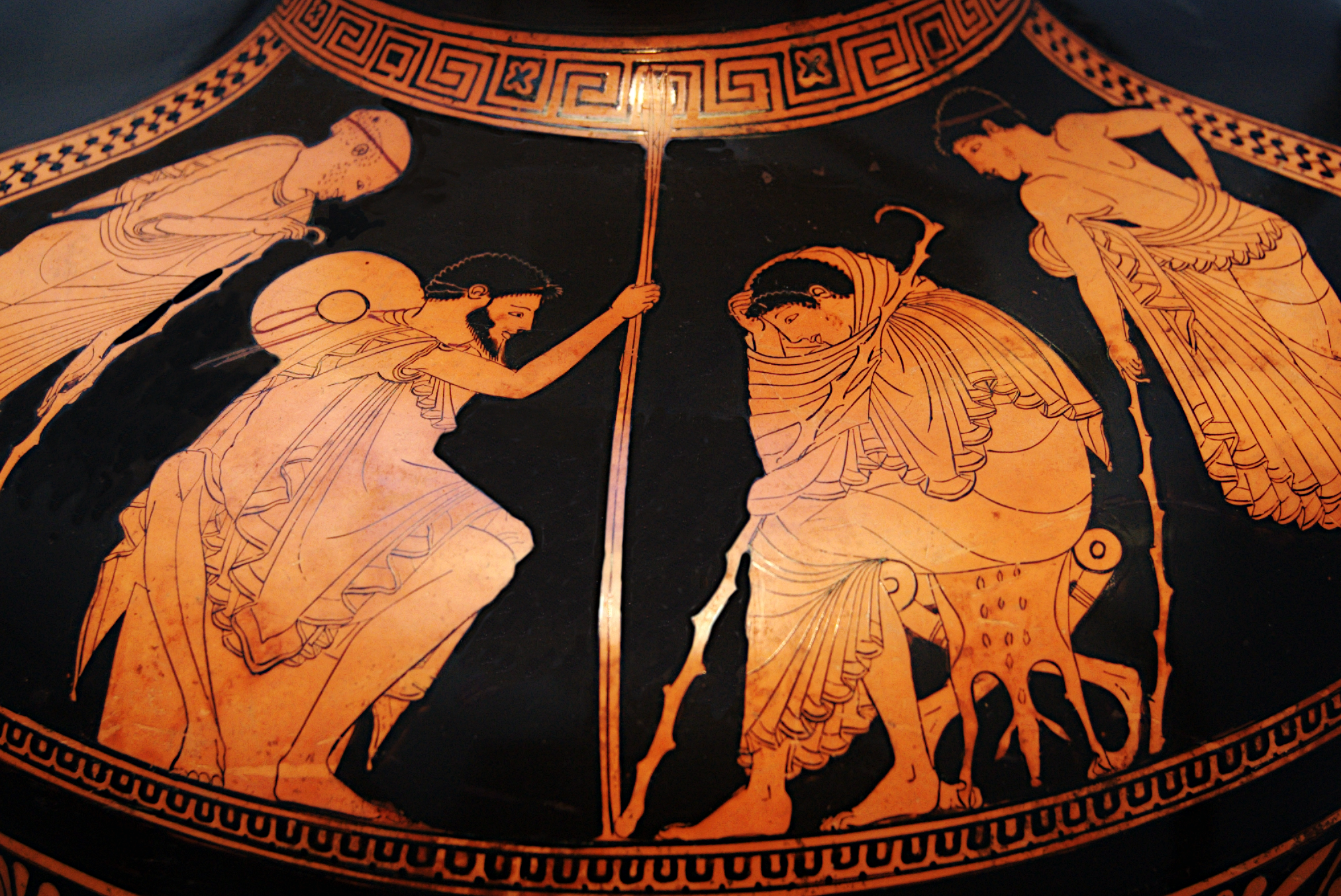
L'ambassade à Achille (livre 9 de l'Iliade): Phoenix et Ulysse se trouvent devant Achille, Patrocle derrière. Hydrie attique à figures rouges.

C'est à ce moment que commence le récit de l'Iliade. Une peste frappe le camp grec et Calchas, encouragé par Achille, révèle qu'Apollon a puni Agamemnon pour avoir refusé à son prêtre, Chrysès, de lui rendre sa fille Chryséis. Obligé de céder, Agamemnon furieux réclame une autre part d'honneur. Achille se récrie et Agamemnon, pour l'humilier, décide de prendre Briséis, sa captive. En colère, ce dernier décide de se retirer sous sa tente et jure sur le sceptre d'Agamemnon, don de Zeus, de ne pas retourner au combat. Il implore sa mère de demander à Zeus l'avantage aux Troyens, tant qu'il sera absent du champ de bataille. Zeus le lui accorde. C'est ce que résument les premiers vers de l'Iliade :

« Chante, ô déesse, le courroux du Péléide Achille,

Courroux fatal qui causa mille maux aux Achéens

Et fit descendre chez Hadès tant d'âmes valeureuses

De héros, dont les corps servirent de pâture aux chiens

Et aux oiseaux sans nombre : ainsi Zeus l'avait-il voulu. »

Privés de son appui, les Grecs essuient défaite sur défaite, et alors que les Grecs sont acculés et que les Troyens menacent de brûler leurs nefs, le vieux sage Nestor, Phénix et Ulysse viennent en ambassade plaider la cause achéenne. Achille reste ferme mais Patrocle, ému par les malheurs de ses compatriotes, obtient l'autorisation d'Achille de sauver les Grecs en portant ses armes. La manœuvre réussit mais Patrocle, malgré sa promesse à Achille, engage la poursuite. Il est tué par Hector, qui prend les armes d'Achille comme butin. Furieux et humilié — trompé par Patrocle, qui en est mort et donc hors de punition, et symboliquement vaincu par Hector —, Achille décide de se venger, malgré les avertissements de sa mère : s'il affronte Hector, il mourra peu de temps après. Héphaïstos lui forge de nouvelles armes, avec lesquelles il sort à la recherche d'Hector.

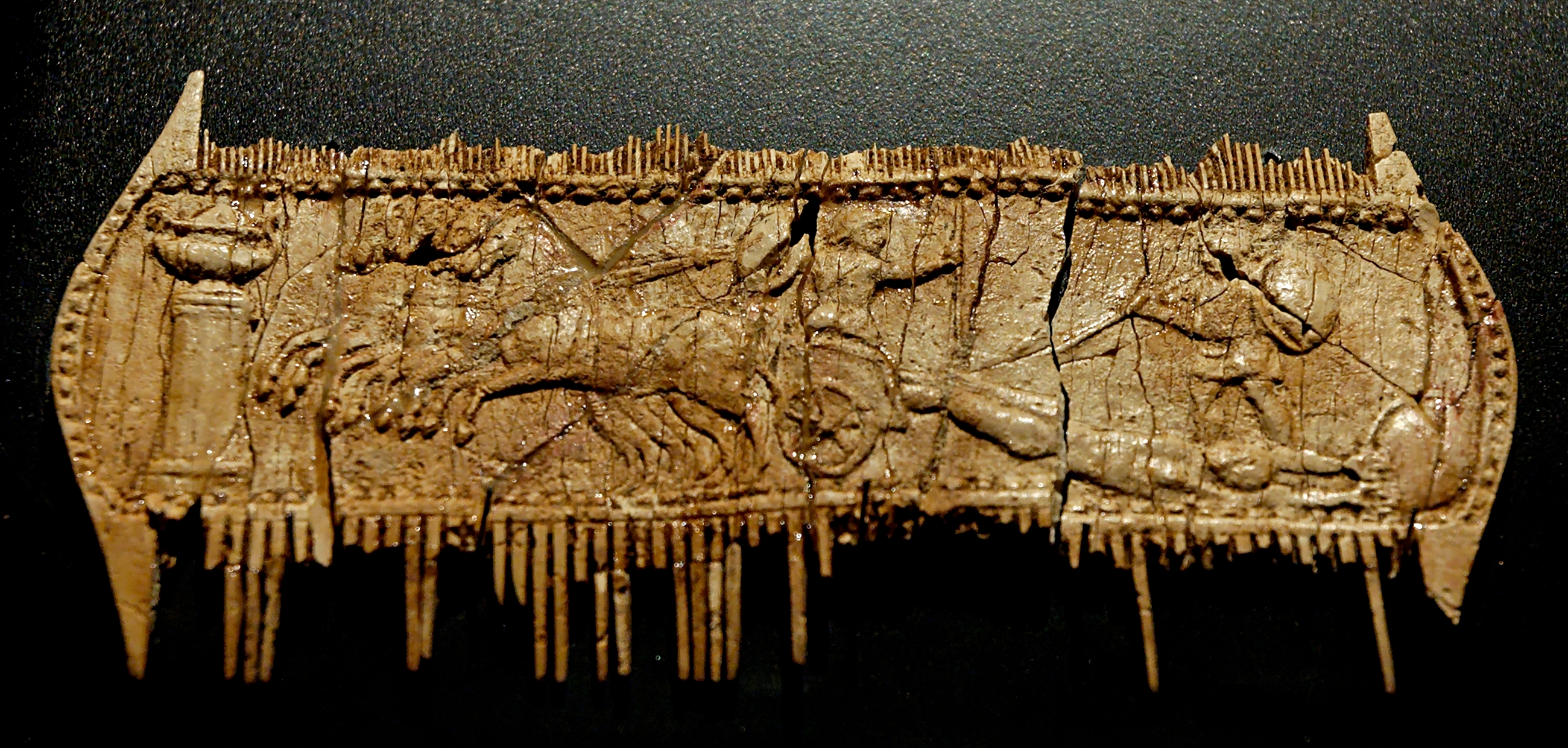
Achille traînant le corps d'Hector derrière son char, peigne en os trouvé à Oria, deuxième moitié du Ier siècle av. J.-C., musée archéologique national de Tarente.

Revêtu de son armure divine, il s'engage à nouveau dans le combat et abat un grand nombre de Troyens sur son passage, tellement que les eaux du Scamandre sont souillées de cadavres. Offensé, le Scamandre manque de noyer Achille. Sauvé par l'intervention d'Héphaïstos, celui-ci rencontre enfin Hector, le défie et le tue avec l'aide d'Athéna. Il traîne sa dépouille trois fois autour de la ville avec son char avant de la ramener dans le camp achéen.
Rentré dans sa tente, le héros pleure son ami mort. Au moment de brûler la dépouille, il coupe sa chevelure en signe de deuil et sacrifie quatre chevaux, neuf chiens et douze jeunes Troyens dont les corps sont jetés sur le bûcher. Le lendemain, il traîne de nouveau derrière son char le corps d'Hector, cette fois autour du tombeau de Patrocle.
Achille fait pourtant preuve d'humanité en laissant le roi Priam, venu dans sa tente en suppliant, emporter le corps de son fils pour lui accorder des dignes funérailles. Il obéit ainsi à sa mère, envoyée par les dieux mécontents du traitement infligé à la dépouille du héros.
Achille tue plus de guerriers que quiconque dans l’Iliade (72), et se place ainsi devant Patrocle (54), Teucros (30), Ajax  (28), Léitos (20), Diomède (18), Agamemnon (16), Ajax fils d'Oïlée (14), Idoménée (13) et Ulysse (12), ou encore Ménélas.

### Memnon et Penthésilée

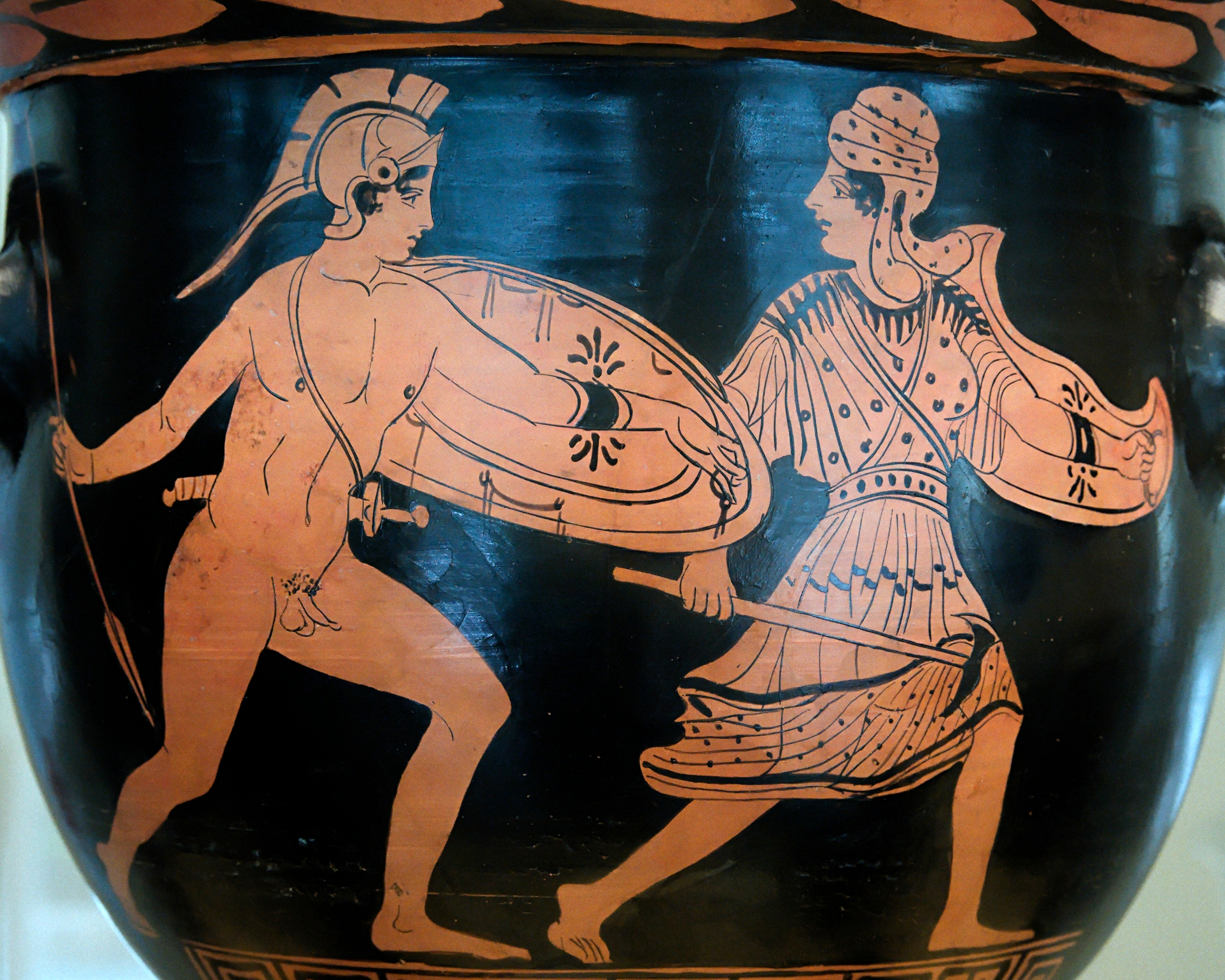
Combat d'Achille et de Penthésilée, cratère en cloche lucanien de la fin du, Musée national archéologique de Madrid.

L’Éthiopide, l'une des épopées du Cycle troyen, reprend le récit de la guerre de Troie là où l'Iliade s'arrête. Elle raconte comment, après la mort d'Hector, la ville de Priam voit arriver de nouveaux champions. C'est d'abord l'Amazone Penthésilée, fille d'Arès. Achille l'affronte en duel et s'éprend d'elle au moment où il la tue, ce qui excite les moqueries de Thersite. Excédé, le héros le tue et doit ensuite se purifier sur l'île de Lesbos.
Peu après arrive Memnon, fils d'Éos (l'Aurore) et de Tithon, et prince des Éthiopiens. Là encore, il rencontre Achille en combat singulier et est tué par lui.

### Mort
Les jours d'Achille sont désormais comptés. Xanthos, l'un des chevaux d'Achille, l'a prédit au héros, attribuant sa mort à un « dieu fort ». De même, Thétis l'a averti à plusieurs reprises qu'il mourrait jeune, précisant même qu'« Apollon le tuerait de ses flèches rapides / lorsqu'[il] serai[t] sous les murs des Troyens belliqueux ». Enfin, Hector expirant a prédit la mort de son adversaire, tué par Pâris et Apollon, près des Portes Scées.

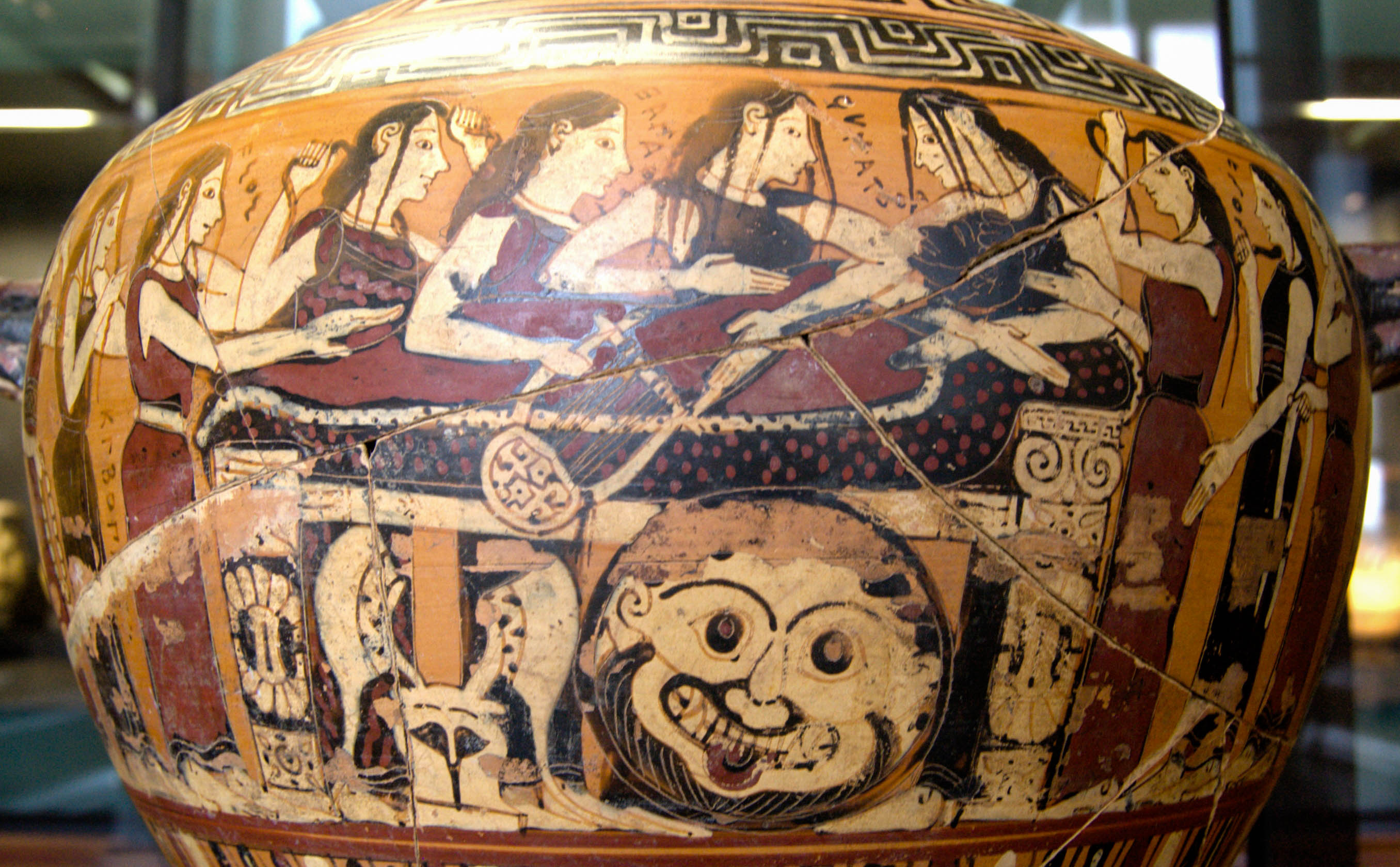
Thétis et les Néréides pleurant la mort d'Achille, hydrie corinthienne à figures noires, 560-550 av. J.-C., musée du Louvre.

Plusieurs versions existent quant à sa mort. L'Éthiopide précise qu'il est tué par Pâris et Apollon, alors qu'il poursuit les Troyens sous les murailles de la ville. Pindare laisse entendre que le dieu prend la forme du fils de Priam et tue Achille pour retarder la prise de Troie, comme il le fait déjà dans l'Iliade pour arrêter Patrocle dans son assaut. L’Énéide est la première à indiquer explicitement que Pâris tire la flèche meurtrière, qui est guidée par Apollon.
À ce stade, aucun texte n'évoque le fameux « talon d'Achille ». Le motif de l'endroit vulnérable apparaît pour la première fois chez Stace, un poète de la deuxième moitié du Ier siècle ; peu après, Hygin mentionne expressément la cheville, qu'Apollon transperce de sa flèche, comme son seul point vulnérable. Toutefois, quatre vases de la période archaïque et du début de la période classique représentent soit Pâris décochant une flèche vers le bas du corps d'Achille (la cuisse, le tibia ou le pied), soit Achille mort, une flèche à travers le pied, ce qui tend à prouver que la tradition du « talon d'Achille » est ancienne. Enfin, tous les auteurs parlent bien de la cheville (talus en latin, σφυρόν / sphurón en grec ancien), mais le mot talus change ensuite de sens pour donner le « talon » français.
Une autre tradition lie la mort d'Achille à son amour pour Polyxène, fille de Priam : le héros est tué alors qu'il négocie avec le roi troyen la main de sa fille dans le temple d'Apollon Thymbrien. Dans une autre version, Achille s'éprend de Polyxène alors qu'elle accompagne son père venu réclamer la dépouille d'Hector ; Priam lui promet alors sa main sous réserve qu'il mette fin à la guerre — il s'agit en réalité d'une embuscade, puisque Pâris l'attend, l'arc à la main, tapi derrière une colonne du temple.
Ses funérailles sont contées dans le chant XXIV de l'Odyssée par l'âme d'Agamemnon, ainsi que dans le livre III de La Suite d'Homère de Quintus de Smyrne. Ses cendres sont mêlées à celles de Patrocle et d'Antiloque dans une urne d'or. Il est enseveli, au milieu des pleurs et de gémissements, sur le rivage de l'Hellespont et ne connaît donc pas la victoire finale des Grecs.

### Après sa mort

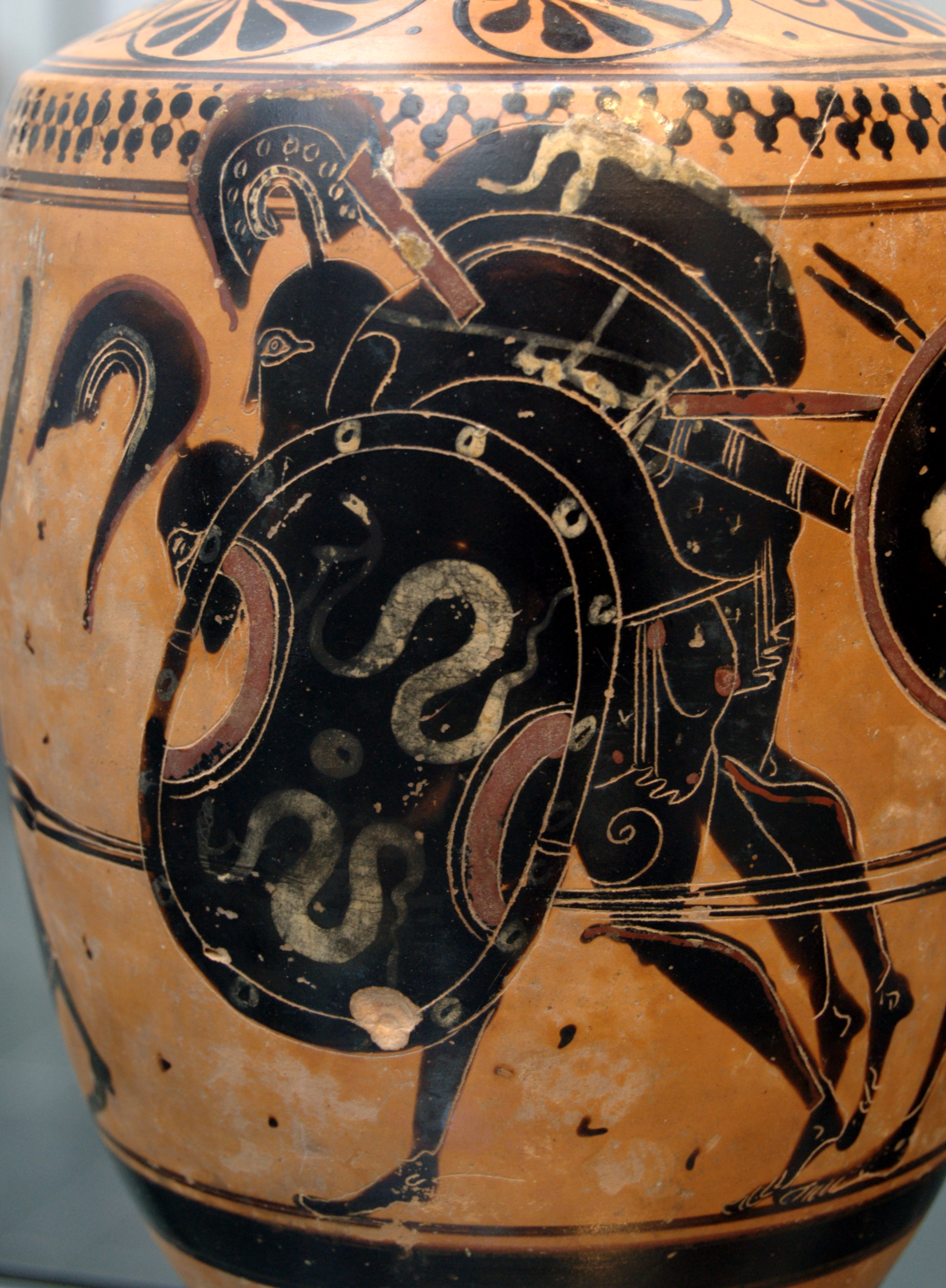
Ajax portant le corps d'Achille, lécythe attique à figures noires,, Staatliche Antikensammlungen de Munich.

Après sa mort, son fils Néoptolème vient participer à la fin de la guerre de Troie.
Homère, dans l’Odyssée, le représente régnant sur le pré de l'Asphodèle dans les Enfers grecs, mais peu satisfait par sa condition d'ombre, il dit d'ailleurs à Ulysse qu'il préférerait être vivant, quitte à être le valet d'un pauvre fermier.
Dans l’Éthiopide, Thétis le représente après la mort comme vivant la vie idéale du guerrier, sur l'Île Blanche, au milieu de combats sans nombre et de festins éternels, marié à Médée, à Hélène, à Iphigénie ou encore à Polyxène. Pindare, dans ses Néméennes, évoque pour sa part une île « brillante » située dans le Pont-Euxin. Euripide reprend également cette version dans son Andromaque.
D'après Ptolémée Chennos, Achille et Hélène conçoivent dans les îles des Bienheureux un fils ailé, Euphorion, qui sera foudroyé par Zeus en voulant résister à ses avances,.

## Culte héroïque d'Achille en Grèce antique
Achille fait l'objet d'un culte héroïque dans plusieurs régions de la Méditerranée. Il est difficile de savoir comment le culte a pris son essor, car les cultes héroïques se focalisent généralement sur la tombe du héros. En l'espèce, les restes d'Achille sont supposés se trouver sur les rives de l'Hellespont, non loin de Troie : dans l’Iliade, Patrocle est enterré à cet endroit, et son fantôme demande à Achille que leurs cendres soient ensevelies au même endroit ; l'Odyssée précise qu'un grand tumulus, visible depuis la mer, est élevé par les Achéens. Un culte y est attesté dès le Ve siècle av. J.-C. et une ville, Achilléion, est fondée sur le site. Les Thessaliens y effectuent un pèlerinage annuel, et les textes mentionnent que l'armée perse vient y vénérer Achille pendant les guerres médiques. Alexandre le Grand s'y rendra également lors d'une visite souvent commentée : il offre un sacrifice sur la tombe d'Achille tandis que son ami Héphestion sacrifie sur celle de Patrocle. Plus tard, ce sera au tour de Caracalla de faire ce pèlerinage.
Le culte d'Achille n'est pas cantonné à sa tombe : il est également vénéré à Érythrées (Anatolie), à Crotone, à Sparte et à Élis (Péloponnèse) ou encore à Astypalaia, une île des Cyclades. Le culte pour lequel nous disposons du plus grand nombre de traces est celui de la région d'Olbia pontique, en mer Noire, qui a cours du VIe siècle av. J.-C. à la période romaine. Une série de stèles inscrites des IIe et IIIe siècles montre qu'Achille y est vénéré sous l'épiclèse de « Pontarque » (en grec, « maître du Pont »). Il est même l'une des principales divinités de la région pontique à l'époque romaine. Un fragment d'Alcée, reprenant la phraséologie de ces inscriptions, évoque Achille régnant sur la Scythie. Dans la même région, l'étroite péninsule de Tendra est appelée dans l'Antiquité la « piste de course d'Achille »,,. Le nom s'explique probablement par des jeux athlétiques organisés en l'honneur du héros, attestés au Ier siècle apr. J.-C. L'île de Leucé — actuelle île des Serpents — littéralement l'« île blanche » - au nord-ouest du Pont-Euxin, est le site de culte d'Achille le plus connu sous l'Antiquité. Elle abrite un temple et une statue de culte. Le héros est réputé y habiter : il apparaît en vision aux marins qui approchent de l'île.
Le culte d'Achille est souvent lié à la mer, association qui ne s'explique pas par les éléments de son mythe, mais seulement par sa filiation avec une Néréide ; il est ainsi vénéré conjointement avec Thétis à Érythrées. Il est particulièrement populaire auprès des marins, qui sont à l'origine de la plupart des offrandes votives à Achille découvertes dans la région pontique.

## Interprétations modernes
L'helléniste américain Gregory Nagy considère que les épopées homériques sont entièrement construites autour d'un thème central créé non pas par un seul poète mais par une tradition poétique de longue durée. Dans son livre Le meilleur des Achéens. La fabrique du héros dans la poésie grecque archaïque, il montre que l’Iliade a pour thème l'excellence d'Achille, qui est « le meilleur des Achéens » (aristos Akhaiôn). Durant toute l'épopée, Achille doit défendre ou réaffirmer ce statut, que ce soit au cours de son conflit contre Agamemnon ou au cours de rivalités ponctuelles, contre Ulysse au chant VIII ou Énée au chant XIII.
Pour Jean Haudry, la colère d'Achille, thème central de l’Iliade, reflète une trame originale cosmologique où Achille figure le Soleil, fils de l'Aurore, Thétis. L'épopée décrit « la colère d'un Soleil frustré qui, pour se venger, se retire, plongeant le monde dans la nuit. » Une transposition de la disparition du soleil à la fin du cycle cosmique ou sa disparition hivernale. Ainsi, le chant XVIII qui narre la réapparition d’Achille sur le champ de bataille, contient plusieurs indications qui assimilent celle-ci au retour du soleil.

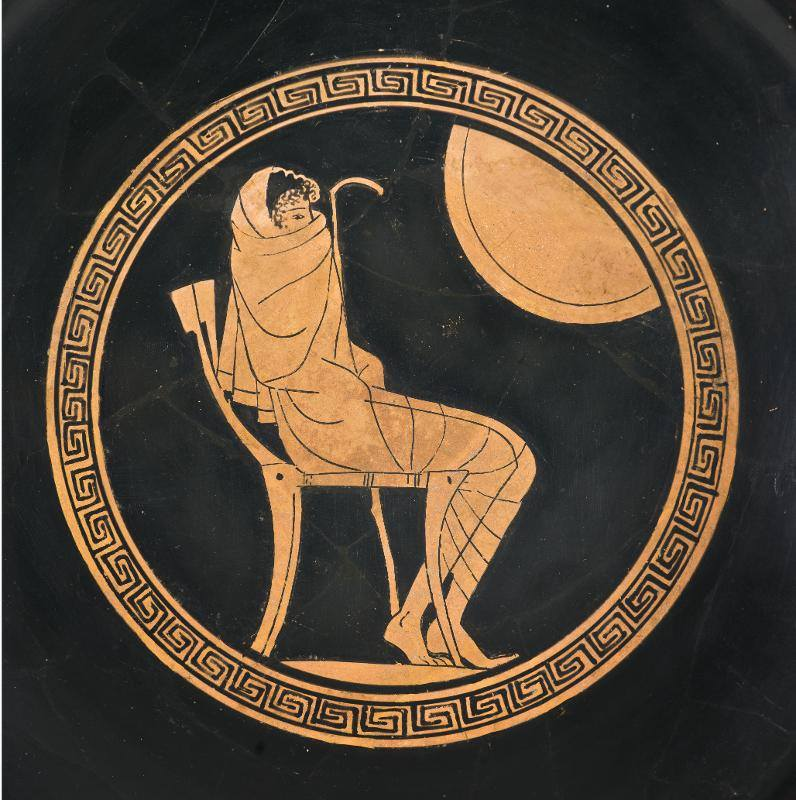
Achille assis, enveloppé dans un himation, représenté sur un kylix grec d'environ 500 av. J.-C.

Achille est aussi le héros de l’Iliade qui est le plus confronté à la douleur et à la souffrance. Il est régulièrement montré en train de se lamenter ou de pleurer, que ce soit de dépit après l'affront que lui fait Agamemnon en lui prenant sa captive, ou bien de chagrin après la mort de Patrocle, ou encore par compassion lorsque Priam parvient à l'apitoyer à la fin de l'épopée. Ce trait est développé chez Achille plus que chez les autres héros, mais il n'est nullement exceptionnel, car l'ensemble des héros de l’Iliade pleurent : leurs larmes font partie de la morale épique du poème, qu'il s'agisse d'exprimer le deuil après la perte d'un ami ou le dépit après un échec au combat. En cela, le modèle de virilité de l’Iliade est très différent de celui mis en place par la suite dans la tragédie avec Eschyle à l'époque classique.
L'écrivain italien Pietro Citati, dans La Pensée chatoyante, réfléchit sur la figure d'Achille dans l’Iliade. Bien que descendant de Pélée et de Thétis, Achille est soumis à une condition mortelle, mais Citati considère que la mènis d'Achille (sa colère) est un trait divin envoyé par Zeus qui le distingue de tous les autres héros. La mènis d'Achille est une colère divine, distincte de la mania qui est une colère humaine qui frappe les autres héros de l'épopée. Quand Agamemnon arrache Briséis à Achille, ce dernier est profondément blessé, il lui semble qu’il perd son honneur héroïque. Dès lors peu importent à Achille les présents qu’envoie Agamemnon : ce dernier ne fait au contraire qu'exciter sa colère en prétendant apaiser sa colère divine par de simples objets humains. Ainsi, selon Citati, l'Achille de l’Iliade est un personnage ambigu, car libre de respecter tour à tour les codes et rites des héros et les mœurs humaines. Cette liberté l'oblige à n'appartenir à aucune des factions, ce qui lui donne une place à part dans l'œuvre d'Homère.
Achille et Ulysse, héros respectifs de l’Iliade et de l’Odyssée, diffèrent voire s'opposent à bien des égards, comme le montre notamment l'helléniste française Suzanne Saïd. L'Achille de l’Iliade est un héros solitaire qui est davantage lié à Patrocle et à ses guerriers les Myrmidons qu'à sa propre famille, tandis qu'Ulysse est étroitement attaché à Ithaque, son île natale. Achille est prêt à sacrifier sa vie au combat pour se couvrir de gloire alors qu'il aurait pu choisir de rentrer chez lui pour y vivre plus longtemps, mais sans gloire (Iliade, IX, v. 410-416) ; Ulysse, en revanche, cherche par-dessus tout à survivre afin de retrouver son épouse Pénélope et son fils Télémaque. Le caractère et les tactiques des deux héros s'opposent diamétralement. Achille ne supporte pas la duplicité et le mensonge : il « hait autant que les portes de l'Hadès celui qui cache une chose dans ses entrailles, mais en dit une autre » (Iliade, IX, v. 312-313), tandis qu'Ulysse recourt constamment au mensonge et à la ruse. Achille peine à maîtriser ses pulsions, notamment sa colère, tandis qu'Ulysse sait se maîtriser et prendre le temps de planifier ses actes afin de mieux parvenir à ses fins.

## Achille dans les arts en Grèce antique

### Achille dans les épopées homériques
Dans les épopées homériques, l’Iliade et l’Odyssée, Achille occupe une place importante. Il est principalement le héros de l’Iliade, qui est entièrement centrée sur sa colère contre Agamemnon, culmine avec son exploit contre le Troyen Hector et se termine avec la restitution du corps d'Hector au père de ce dernier, Priam, qui en organise les funérailles.
L’Odyssée montre plus rarement Achille, puisque ce dernier est mort pendant la guerre de Troie bien avant le début des événements du retour d'Ulysse. Achille n'apparaît qu'au chant XI sous la forme d'une ombre et s'entretient avec Ulysse. À Ulysse qui le félicite de régner parmi les morts, il répond :

« Ne cherche pas à m'adoucir la mort, ô noble Ulysse !

J'aimerais mieux être sur terre domestique d'un paysan,

Fût-il sans patrimoine et presque sans ressources,

Que de régner ici parmi ces ombres consumées. »

Cette scène de l’Odyssée montre une conception du monde de l'héroïsme nettement différente de celle qui était mise en valeur dans l’Iliade. Alors que, dans l'Iliade, Achille était extrêmement attaché à son statut social privilégié et prêt à mourir pour se couvrir de gloire, son fantôme affirme dans l’Odyssée la supériorité des vivants, même les plus misérables, sur les morts, si glorieux soient-ils.

### Achille dans les autres épopées grecques
Achille joue aussi un rôle important dans d'autres épopées grecques antiques, à commencer par les autres épopées formant le Cycle troyen qui relatait la guerre de Troie de ses origines jusqu'à ses conséquences lointaines. On peut citer la Memnonide et l’Éthiopide d'Arctinos de Milet, la première ayant influencé la seconde, toutes deux relatant le combat victorieux d'Achille contre le héros Memnon pour venger son ami Antiloque, thème très comparable au combat contre Hector pour venger Patrocle.
Au IIIe siècle apr. J.-C., Quintus de Smyrne compose une épopée appelée la Suite d'Homère couvrant tous les événements situés entre la fin de l’Iliade et la fin de la guerre de Troie en puisant dans la matière des épopées plus anciennes du cycle troyen. L'épopée relate ainsi à son tour les derniers exploits d'Achille, sa mort et ses funérailles.

### L’Éphéméride de la guerre de Troie
Au IIe siècle apr. J.-C. est composée une Éphéméride de la guerre de Troie (faussement attribuée à l'un des héros achéens de la guerre de Troie, Dictys de Crète) qui couvre l'ensemble des événements de la guerre dans une version qui diverge souvent de celle des épopées homériques. La traduction latine du texte connaît par la suite une postérité importante au Moyen Âge, où il constitue l'une des sources principales des auteurs médiévaux qui relatent les exploits et les relations amoureuses d'Achille (en particulier ses amours avec Polyxène) : le texte influence notamment Benoît de Sainte-Maure. La version de la guerre relatée par l’Éphéméride est favorable aux Grecs et dépeint les Troyens sous un jour négatif. Ainsi, dans cette version, Pâris tue Achille non pas en duel, mais par traîtrise et dans un temple, ce qui constitue un sacrilège.

### Dans la poésie hors épopée
Pindare fait régulièrement allusion aux exploits d'Achille dans ses épinicies afin de glorifier les athlètes vainqueurs aux épreuves sportives en les comparant au héros. Pindare termine ainsi la huitième Pythique sur le nom d'Achille : il recommande Égine, la cité dont vient Aristomène, l'athlète vainqueur qu'il chante, à la protection du dieu Zeus et des héros Éaque, Pélée, Télamon et Achille. Dans la huitième Isthmique, il raconte la rivalité entre les dieux Zeus et Poséidon pour la main de la nymphe Thétis et la prophétie funeste de Thémis qui conduit les dieux à donner Thétis en mariage au mortel Pélée, puis la naissance et l'enfance d'Achille. Dans la troisième Néméenne, Pindare évoque en quelques vers l'enfance d'Achille pendant son séjour chez les centaures Chiron et Philyra et les exploits qu'il accomplit à la chasse. Dans la sixième Néméenne, il fait allusion à la victoire d'Achille sur Memnon.

### Dans le théâtre grec
Achille a été mis en scène plusieurs fois dans le théâtre grec antique, mais une partie des pièces où il apparaissait sont perdues. Il n'apparaît pas dans les tragédies conservées d'Eschyle et de Sophocle, mais on sait que ces auteurs lui avaient consacré des pièces. Eschyle avait composé une trilogie tragique dont Achille était l'un des personnages principaux et dont les trois pièces sont connues par des allusions et par des fragments. Ces trois pièces s'intitulaient Les Myrmidons, Les Néréides et Les Phrygiens. Leur intrigue, quoique mal connue, reprenait dans les grandes lignes plusieurs des péripéties principales de l’Iliade, tout en adaptant le sujet de façon à y insuffler les interrogations propres à la démocratie athénienne de l'époque d'Eschyle. Les Myrmidons (fr. 134a-136R) sont la première source connue à attester sans aucune ambiguïté une relation amoureuse entre Achille et Patrocle : on y voit notamment Achille pleurer sur le corps de son ami, évoquer la beauté de ses cuisses et regretter les baisers qu'ils s'échangeaient.
De Sophocle, on connaît l'existence d'une tragédie titrée Les Amants d'Achille (Achilleos erastai), connue par des fragments.
Dans les tragédies conservées d'Euripide, Achille est l'un des principaux personnages d’Iphigénie à Aulis : lorsqu'Agamemnon, sur ordre d'un oracle, accepte de sacrifier sa propre fille Iphigénie afin que la flotte grecque puisse quitter Aulis, il fait croire à sa femme Clytemnestre qu'il s'apprête à marier Iphigénie à Achille, mais il ne s'agit que d'un mensonge afin de les faire venir à Aulis. En discutant avec Clytemnestre, Achille apprend la ruse : indigné, il prend le parti d'Iphigénie et se dit prêt à la défendre contre Agamemnon, mais le sacrifice volontaire d'Iphigénie met fin aux tensions naissantes entre les deux héros.

### Achille dans la philosophie grecque
Des références à Achille apparaissent aussi dans les textes philosophiques grecs. Ainsi par exemple, dans l’Hippias mineur de Platon, Socrate s'attache à relativiser la droiture morale (faute d'une envergure intellectuelle suffisante, Achille n'aurait pas été capable de tromper autrui) à l'aide d'une comparaison entre Ulysse et Achille, en s'attachant à démontrer que si Ulysse était trompeur, Achille ne l'était pas moins, mais seulement moins habilement.
Au Ve siècle av. J.-C., le philosophe sceptique Zénon d'Élée élabore quatre paradoxes qui prouvent l'impossibilité de tout mouvement et qui nous sont connus par les développements que leur consacre Aristote dans la Physique quelques décennies plus tard. L'un de ces paradoxes est appelé « l'Achille », car Achille était connu pour sa rapidité. Zénon montre qu'en théorie une personne rapide est incapable de rattraper une personne lente à la course, car le poursuivant devra toujours commencer par atteindre le point d'où la personne poursuivie est partie, de sorte que la personne poursuivie gardera toujours une avance. Le paradoxe repose sur l'existence de divisions servant d'unités de grandeur afin de donner l'illusion qu'une distance donnée est impossible à parcourir en la divisant à l'infini en distances plus petites. Par la suite, le paradoxe prend le nom de paradoxe d'Achille et de la tortue, Achille tentant de rattraper une tortue (la tortue n'est pas mentionnée par Aristote).

### Dans la céramique grecque

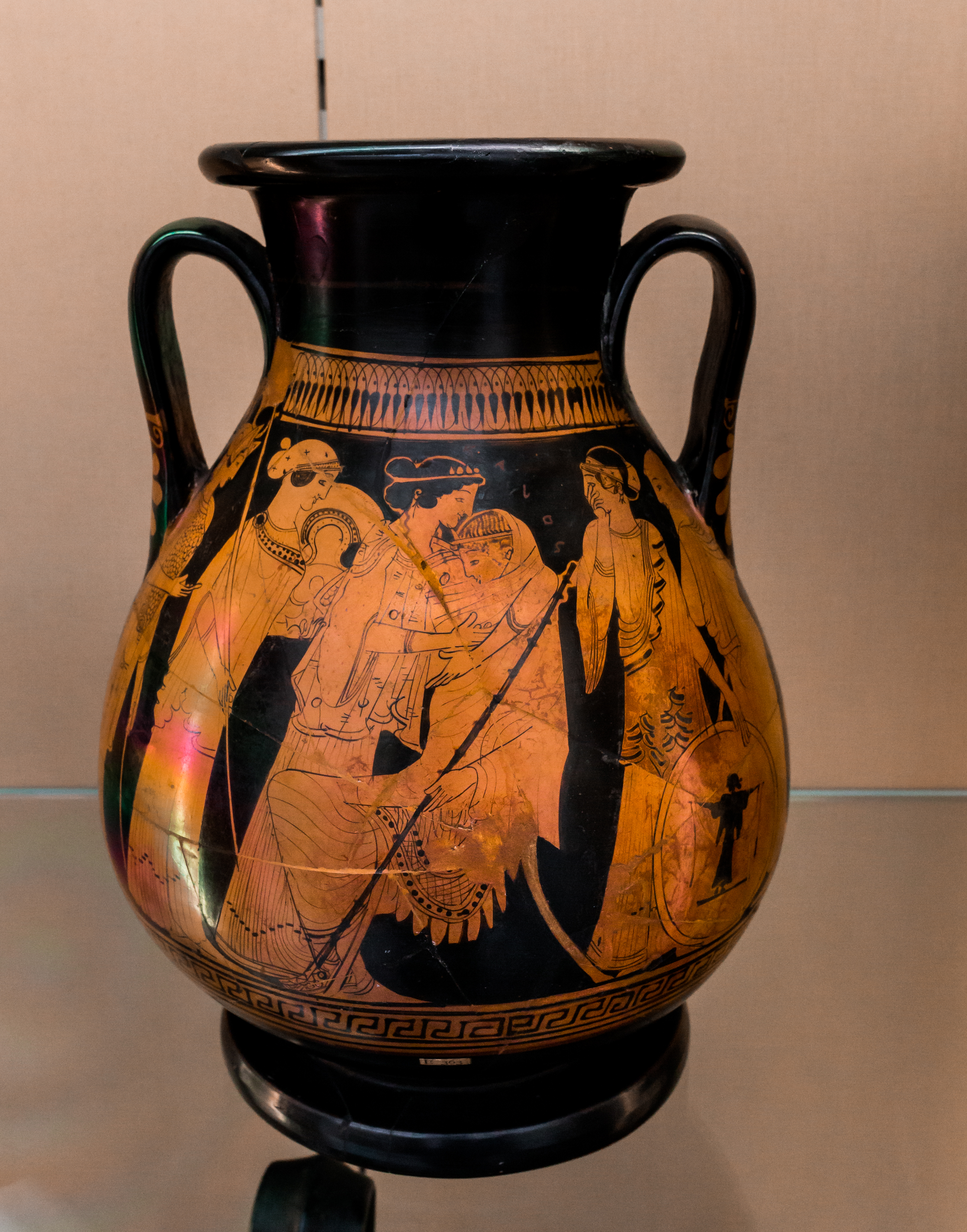
De gauche à droite : Athéna, une Néréide apporte un casque, Thétis embrasse son fils Achille qui est assis sur un tabouret en deuil de Patrocle. Une autre Néréide apporte un bouclier, un vieillard debout. Ca 470 av. J.-C., Camiros. British Museum (Londres).

Dans la céramique grecque antique, Achille apparaît régulièrement sur les scènes de vases peints à sujets mythologiques. Certaines scènes correspondent à des épisodes également évoqués par la littérature, d'autres montrent des scènes inconnues par ailleurs.

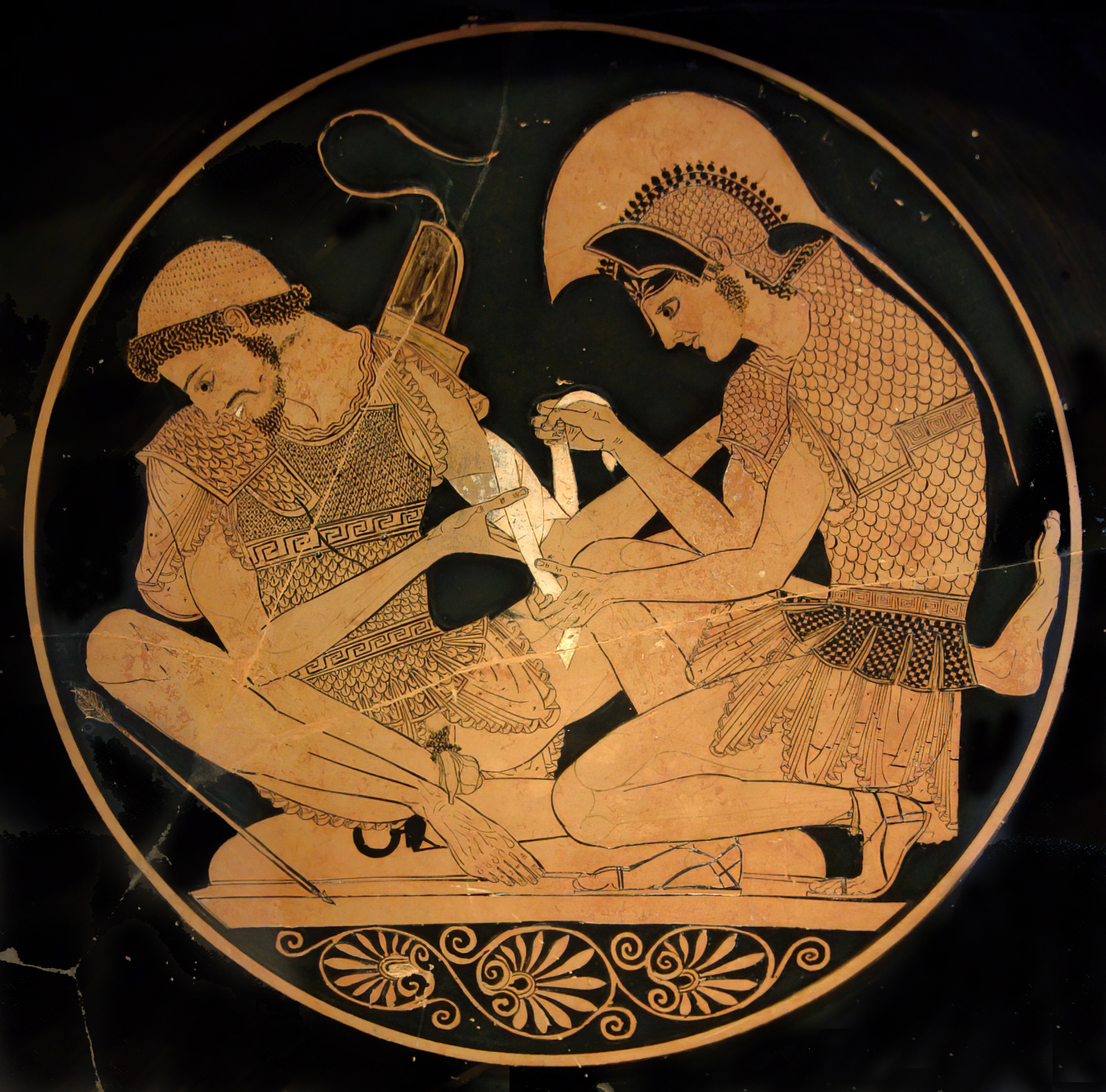
Achille pansant Patrocle, kylix d'Étrurie à figures rouges du peintre de Sôsias,, Staatliche Museen de Berlin.

Certains vases reprennent directement des épisodes de l’Iliade. L'ambassade envoyée par Agamemnon à Achille au chant IX pour tenter de négocier son retour au combat est représentée par exemple sur un vase attique à figures rouges du Peintre de Tarquinia datant d'environ 480-470 av. J.-C. et conservé au Musée du Louvre (G264) : Ulysse et Phénix, le précepteur humain d'Achille, tentent de raisonner le héros tandis que le dieu Hermès assiste à la scène. Le don de nouvelles armes à Achille est représenté sur une péliké attique à figures rouges d'environ 470 av. J.-C. : Thétis console Achille affligé par la mort de Patrocle tandis que, sur la droite, les Néréides apportent les nouvelles armes forgées par Héphaïstos (British Museum, Vases E363). Les derniers chants impliquant la mort d'Hector inspirent également les peintres de vases. Une coupe attique à figures rouges du peintre de Macron peinte dans les années 490-480 av. J.-C. (Musée du Louvre, G153) montre Achille sur son lit de repos tandis que le corps d'Hector est étendu à ses pieds. Un kylix attique à figures rouges du peintre de Briséis peint vers 480 av. J.-C. (conservé au British Museum, catégorie Vases E75) montre Priam en négociations avec un jeune homme (sans doute un serviteur d'Achille ou Hermès déguisé) pour négocier la restitution du corps de son fils.
Plusieurs autres épisodes du cycle troyen impliquant Achille se retrouvent sur les vases grecs. Quelques-uns montrent Achille enfant en compagnie du centaure Chiron, son précepteur. Un vase attique à figures noires conservé au Musée archéologique national d'Athènes (sous le no 1150) montre ainsi Pélée en train de confier Achille à Chiron. Un lécythe à fond blanc et à figures noires datant d'environ 500 av. J.-C., conservé au Musée archéologique régional de Palerme (no 2024), montre Achille et Chiron seuls. D'autres vases montrent des combats d'Achille figurant dans des épopées perdues du cycle troyen : Achille contre Penthésilée (par exemple sur une amphore attique à figures noires d'Exékias, conservée au British Museum, catégories Vases, B209), Achille contre Memnon (par exemple sur une amphore attique à figures noires d'environ 510 av. J.-C. conservée au Staatliche Antikensammlungen de Berlin, no 1410 = J328).
Un épisode souvent représenté et sur lequel on est assez mal renseigné en dehors des peintures de vases est l'embuscade tendue par Achille au guerrier troyen Troïlos au moment où ce dernier abreuve ses chevaux à une fontaine. La plus ancienne représentation de l'épisode attestée à coup sûr remonte à 650 av. J.-C. avec un aryballe protcorinthien conservé au British Museum (collection Kanellopoulos, no 1319) : il montre une poursuite entre Achille et Troïlos (identifiés par des inscriptions sur le vase), Achille étant à pied tandis que Troïlos s'enfuit à cheval et est armé d'une lance ou d'une épée. L'épisode apparaît également sur de nombreux vases attiques à partir de 575 av. J.-C. environ. Les scènes peuvent représenter des moments variables du combat : Achille en embuscade, Achille poursuivant Troïlos, Achille désarçonnant Troïlos, ou encore Achille en train de décapiter le Troyen ou bien de le tuer près d'un autel,.
Parmi les épisodes du cycle troyen les plus fréquemment représentés figurent la mort d'Achille et ses suites immédiates. Cette série d'épisodes donne lieu à plusieurs types de scènes. Une hydrie corinthienne conservée au musée du Louvre (Louvre E643) montre Thétis et les Néréides en deuil autour du corps d'Achille défunt. Dès le VIIe siècle av. J.-C., de nombreux vases représentent le transport du corps d'Achille hors du champ de bataille après sa mort devant Troie. Sur les vases du VIIe siècle, le cadavre d'Achille est représenté comme plus grand que la normale, sans doute pour signaler sa valeur exceptionnelle par rapport aux autres guerriers (aucune source n'indique qu'Achille aurait été gigantesque par rapport aux autres héros achéens) ; à partir du siècle suivant, il est peint avec la taille habituelle d'un corps humain. La scène figure notamment sur les deux anses vase François (Florence 4209) puis sur un vase d'Exékias (Munich 1470). Lorsque les personnages sont nommés (à l'aide d'inscriptions), c'est toujours Ajax qui porte Achille.
Un kylix attique à figures rouges attribué au peintre de Sosias et conservé à Berlin (Berlin F2278) montre Achille en train de panser une blessure de Patrocle. La moitié gauche de la scène est occupée par Patrocle, assis face aux spectateurs mais détournant la tête vers la gauche, la tête baissée, la jambe droite repliée devant lui, l'autre étendue vers la droite derrière Achille. Achille occupe la moitié droite de la scène : il est accroupi tourné vers Patrocle, le genou gauche posé à terre. Patrocle tend son bras gauche, blessé, à Achille qui est occupé à lui nouer un bandage blanc avec les deux mains. Patrocle, de la main droite, soutient son bras blessé. Les deux guerriers sont vêtus de cuirasses de mailles fines et de pagnes courts. La seule arme visible est le carquois que Patrocle porte dans le dos et qui dépasse par-dessus son épaule gauche. Achille porte un casque à panache et est imberbe. Patrocle porte un bonnet et il arbore une moustache et une courte barbe. Les deux héros portent des favoris. Le sexe de Patrocle, au repos, dépasse de sous sa tunique relevée. Les deux guerriers se tiennent sur un sol renflé par une élévation arrondie. Sur la gauche, devant Patrocle, une flèche est plantée dans le sol en biais, certainement la flèche qui a blessé Patrocle et qu'Achille a retirée. Sous le sol, le demi-cercle restant entre la ligne horizontale du sol et la courbe du bord de la coupe est remplie par un motif végétal stylisé.
La question de savoir si ce vase montre Achille et Patrocle en tant que couple amoureux ou bien en tant que simples compagnons d'armes prête à discussion. La scène ne reprend aucun des codes visuels habituels des scènes de pédérastie idéalisée représentées sur de nombreux autres vases à la même époque ; le seul détail du sexe visible de Patrocle n'est pas décisif, car les vases grecs laissent régulièrement le sexe visible sur des scènes de vases dans des situations où il devrait probablement être couvert, sans que ce soit un signe nécessairement érotique. Cependant, la tendance majoritaire des sources post-homériques à décrire le couple formé par Achille et Patrocle comme un couple amoureux rend probable que cette scène d'intimité entre les deux héros est de nature érotique. Un détail va en ce sens : le soin apporté à représenter la différence d'âge (avec un Achille imberbe, donc conventionnellement plus jeune, et la courte barbe de Patrocle, peut-être une façon de représenter une barbe récente). En effet, ce détail est cohérent avec des évocations écrites du couple, notamment chez Platon (Banquet, 180a) où le personnage de Phèdre indique que Patrocle était plus âgé qu'Achille et était donc l'éraste.

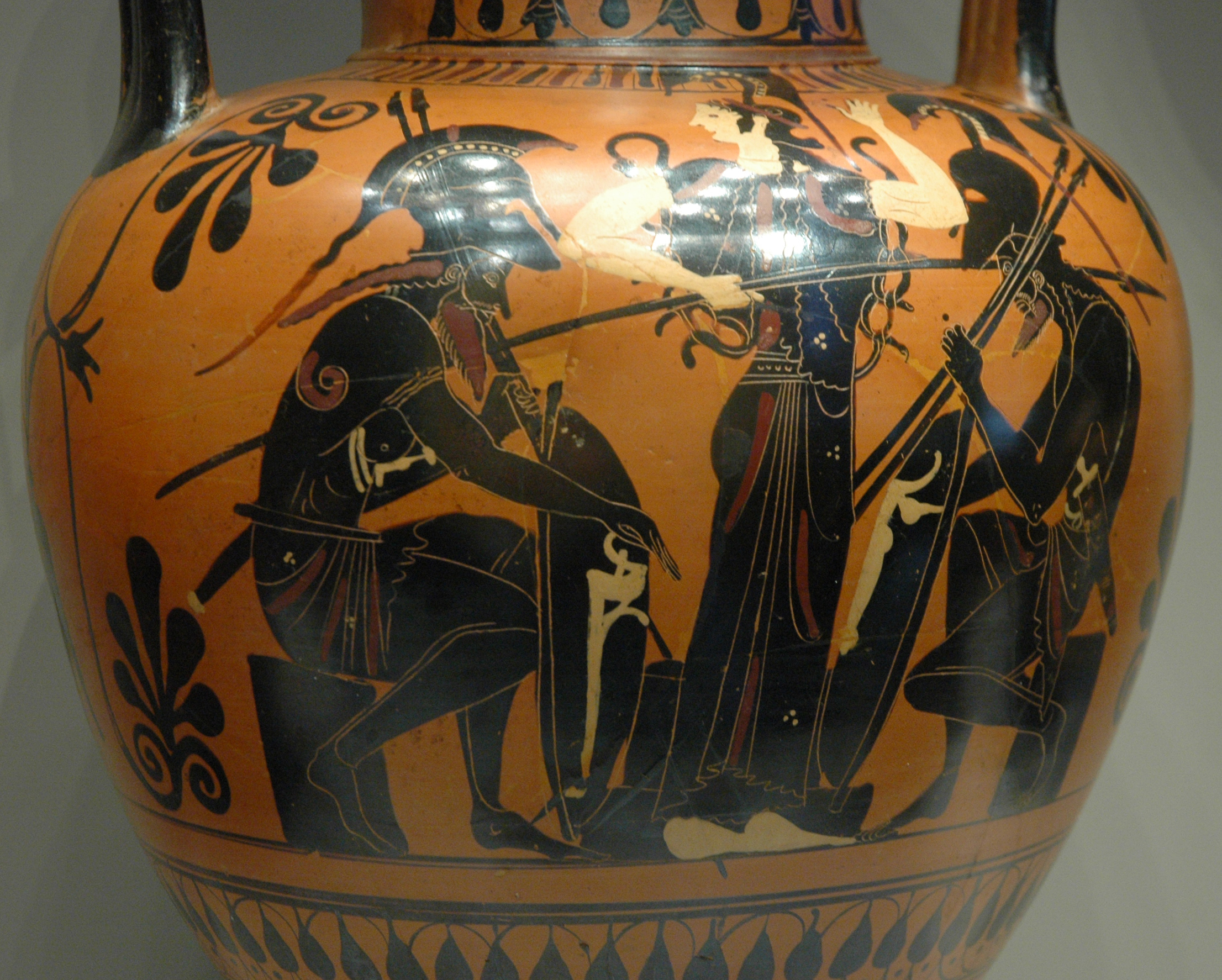
Achille et Ajax jouant, amphore attique à figures noires,, Villa Getty (86.AE.81).

Un épisode qui ne figure pas dans les sources écrites et n'est connu que par les arts figurés, mais que l'on trouve sur de très nombreux vases grecs (plus de 125 en tout), est celui où Achille joue avec Ajax autour d'une table. Sur ces vases, Achille et Ajax, vêtus de leur équipement guerrier et assis à une table l'un en face de l'autre, sont montrés en train de jouer aux dés ou aux dames dans le campement achéen pendant la guerre de Troie. La scène apparaît à partir des années 550 av. J.-C. sur une coupe attique à figures noires conservée aux Musées du Vatican (no 343). On le trouve aussi notamment sur une amphore d'Exékias, également conservée au Vatican (sous le no 344), qui porte des inscriptions nommant les deux héros. La scène se retrouve aussi sur des reliefs de brassards de boucliers d'Olympie (B4810) et elle semble avoir également été représentée par un groupe sculpté qui se trouvait sur l'Acropole. À partir des années 250 av. J.-C., de nouvelles variantes de détail apparaissent : la déesse Athéna assiste parfois à la partie, debout entre les deux guerriers, et ces derniers jouent parfois avec des osselets et non des pions.

## Achille dans les arts de la Rome antique

### Dans la littérature romaine
Ovide, dans ses Héroïdes, imagine une lettre écrite par Briséis à Achille juste après que la captive a été enlevée par Agamemnon.
Dans le courant du Ier siècle, Stace entreprend la composition d'une épopée consacrée à la vie d'Achille, l’Achilléide. Mais il la laisse inachevée après en avoir composé les deux premiers chants.
Vers la fin de l'Antiquité, autour du Ve siècle apr. J.-C., est composée l’Histoire de la destruction de Troie fictivement attribué par son auteur à Darès le Phrygien, l'un des héros troyens de la guerre. Ce texte, qui présente des variantes notables par rapport aux épopées homériques, devient au Moyen Âge l'une des sources importantes des écrivains qui évoquent la guerre de Troie (à l'instar de l’Éphéméride de la guerre de Troie).

### Dans les arts figurés romains
Pendant la période du Bas-Empire romain, Achille connaît un regain de popularité dans les arts figurés, qui mettent en avant plusieurs épisodes de son mythe. Pendant cette période, on commence à trouver des représentations de la naissance du héros, sujet qui n'était pas représenté aux époques antérieures.

## Présence dans la culture ultérieure

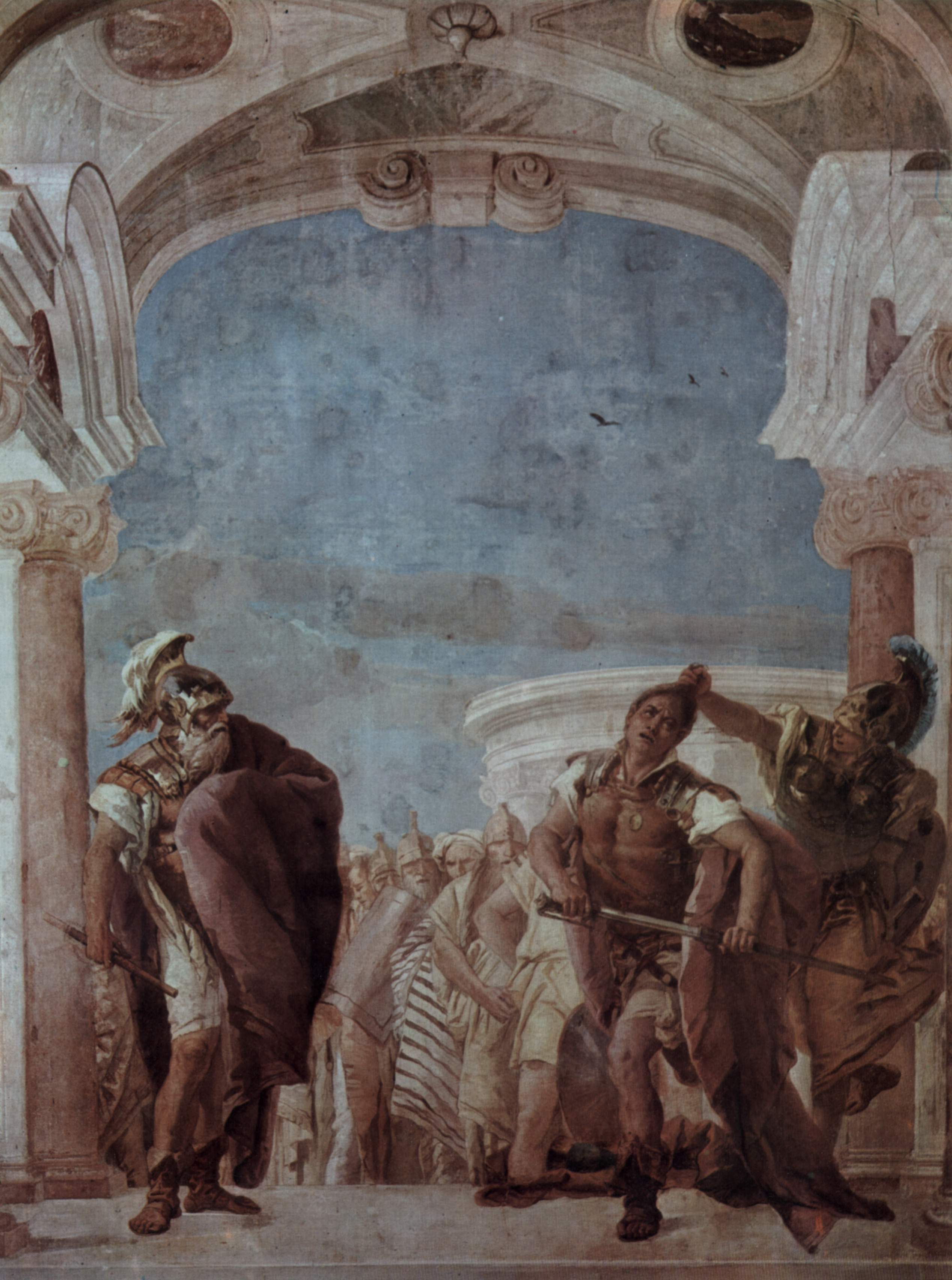
Tiepolo, La Colère d'Achille, 1757, fresque de la Villa Valmarana (Vicence). Athéna retient Achille prêt à tuer Agamemnon.

### Littérature
Achille joue souvent un rôle important dans les réécritures et adaptations épiques du cycle troyen après l'Antiquité. Au XIIe siècle, Benoît de Sainte-Maure compose un Roman de Troie où il couvre l'ensemble des événements de la guerre, depuis ses origines très lointaines (il remonte jusqu'à l'expédition des Argonautes) jusqu'à la mort d'Ulysse. Son récit de la guerre valorise les héros troyens au détriment des Achéens et notamment d'Achille, qu'il montre globalement sous un jour méprisable. Benoît de Sainte-Maure augmente aussi la part des intrigues amoureuses ; Achille meurt victime de son amour pour Polyxène. Ces modifications s'inscrivent dans les tendances générales des récits de la guerre de Troie à son époque.
Dans l'Empire byzantin, Achille fait l'objet d'un roman épique écrit au XIVe ou au XVe siècle : l’Achilléide byzantine. Les trois versions connues de ce roman transposent la vie et les exploits d'Achille dans un univers de chevalerie qui n'a plus rien de commun avec l'Antiquité et dans lequel Achille se rapproche davantage du héros byzantin Digénis Akritas.
Au début du XVIe siècle, Machiavel, dans Le Prince, au chapitre XVIII, utilise Achille comme image d'un homme ayant eu du succès grâce à la maîtrise des lois, propres à l'homme, mais aussi de la force, propre à la bête.
Le théâtre de la Renaissance puise à son tour dans les sujets mythologiques. En France, Nicolas Filleul compose ainsi une tragédie en cinq actes intitulée Achille qui est créée en 1563. En 1579, La Troade, tragédie en cinq actes de Robert Garnier, voit intervenir le fantôme d'Achille qui réclame qu'on lui sacrifie la captive troyenne Polyxène. Cette dernière, contre toute attente, se résigne à son sort.
Au XVIIe siècle, plusieurs tragédies sont consacrées à Achille en France : La Mort d'Achille de Hardy (créée autour de 1607, imprimée en 1625), La Mort d’Achille de Benserade (en 1636), La Mort d’Achille de Thomas Corneille (en 1673). Les évocations d'Achille chez les poètes français dès le début du XVIIe siècle, et ses évocations au théâtre dans la seconde moitié du siècle, montrent une tendance croissante à représenter Achille comme un héros beau, aimant et attentionné, en un écart croissant par rapport au caractère colérique et belliqueux de l'Achille homérique. Cette tendance s'explique par le raffinement croissant des mœurs dans la société de cour française à l'époque, qui rend les lecteurs davantage critiques envers la brutalité d'Achille. Vers la fin du siècle, en 1674, Achille fait partie des personnages d’Iphigénie, fameuse tragédie de Jean Racine inspirée de la tragédie Iphigénie à Aulis d'Euripide. Chez Racine comme chez Euripide, Achille se comporte en amoureux fidèle, mais il ne joue qu'un rôle secondaire dans l'intrigue de la pièce.
Au début du même siècle, en Angleterre, Shakespeare donne un portrait très différent d'Achille dans Troïlus et Cressida (publiée en 1609), où le héros ne joue là aussi qu'un rôle secondaire : Achille est un guerrier brutal et peu raffiné, qui fait massacrer Hector par ses Myrmidons alors que le Troyen est désarmé.
En 1805, Jean-Charles-Julien Luce de Lancival publie Achille à Scyros, poème en six chants, pour ordonner et compléter l’Achilléide de Stace qu'il a traduit.
Le XXe siècle voit de nombreuses réécritures des épopées homériques et une multitude d'œuvres inspirées de près ou de loin par la guerre de Troie.
Dans son recueil Feux publié en 1936, l'écrivaine française Marguerite Yourcenar met en scène plusieurs figures de l'Antiquité grecque dans des poèmes en prose. Elle met en scène Achille dans deux d'entre eux : « Achille ou le mensonge », qui donne une variante du séjour d'Achille à Scyros, et « Patrocle ou le destin », qui évoque le duel entre l'Amazone Penthésilée et un Achille obsédé par le deuil de Patrocle. Dans une préface rédigée en 1967 pour une réédition, elle indique à propos de ces textes : « Achille et Patrocle sont vus moins d'après Homère que d'après les poètes, les peintres et les sculpteurs qui s'échelonnent entre l'antiquité homérique et nous ; ces deux récits bariolés çà et là des couleurs du XXe siècle débouchent d'ailleurs dans un monde onirique sans âge ».
Le roman Le Chant d'Achille (The Song of Achilles) de l'écrivaine américaine Madeline Miller, paru en 2011, décrit la relation amoureuse entre Achille et Patrocle depuis l'enfance des héros jusqu'aux événements de l’Iliade (le roman a remporté le Baileys Women Prize for Fiction l'année suivante).

### Musique

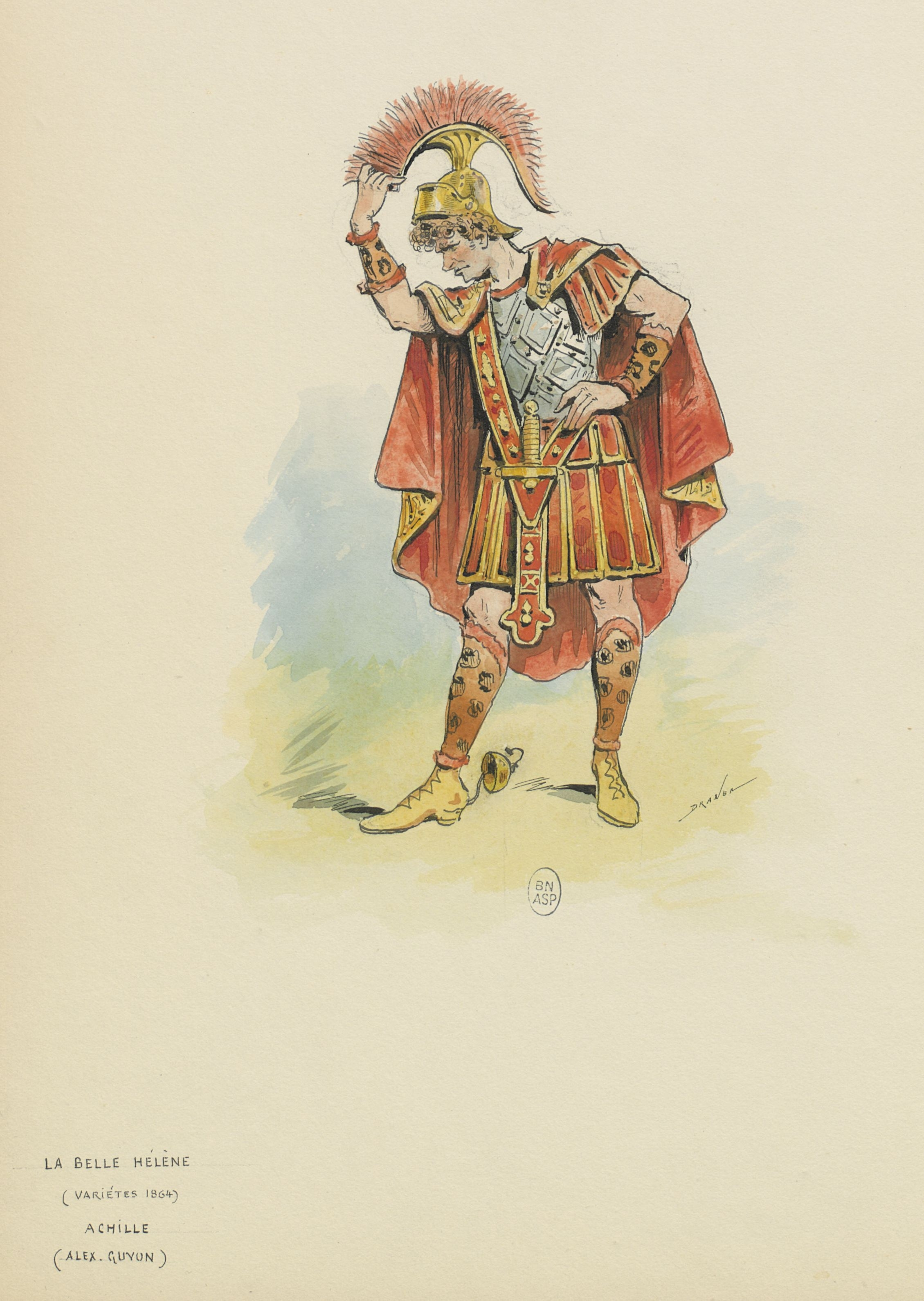
Dessin préparatoire du costume d'Achille pour l'opéra-bouffe La Belle Hélène d'Offenbach, par Draner. 1864.

La musique classique puise régulièrement dans les sujets mythologiques. Achille apparaît donc régulièrement dans les œuvres musicales prenant pour sujet la guerre de Troie. Au XVIIe siècle, le compositeur français Jean-Baptiste Lully commence à composer une tragédie lyrique Achille et Polyxène prenant pour sujet les amours entre Achille et la princesse troyenne Polyxène. Il meurt en laissant l'œuvre inachevée, n'ayant eu le temps de composer que le prologue et le premier acte. La suite fut terminée par son assistant Pascal Collasse. En 1733 est créé l'opéra-ballade Achille composé par John Gay, qui parodie le séjour d'Achille à Skyros. En 1774, le compositeur allemand Gluck crée une Iphigénie en Aulide, opéra en trois actes librement adapté de la pièce d'Euripide Iphigénie à Aulis. Achille est le fiancé aimant et fidèle d'Iphigénie.
Le sujet suscite des parodies. Dans son opéra-bouffe La Belle Hélène, créé en 1864, Offenbach parodie le mythe de la guerre de Troie et fait d'Achille un guerrier pas très malin, le « bouillant Achille ». Achille a par ailleurs un rôle mineur dans l'intrigue, centrée sur le triangle amoureux formé par Ménélas, Hélène et Pâris.
D'autres courants musicaux s'emparent eux aussi du sujet à l'occasion. Ainsi le groupe de rock britannique Led Zeppelin inclut dans son album Presence, en 1976, une chanson intitulée Achilles Last Stand. La référence reste cantonnée au titre, car les paroles évoquent simplement un voyage lointain.
En 1992, le groupe de heavy metal Manowar écrit et chante une chanson inspirée de l'épopée d'Achille, Achilles, Agony and Ecstasy in Eight Parts dans l'album The Triumph of Steel. Le morceau, qui dure plus de 28 minutes, est divisé en huit parties qui relatent les événements de la fin de l’Iliade.
Le rappeur Akhenaton (du groupe de rap français IAM) inclut sur son quatrième album Soldats de fortune, paru en 2006, une chanson intitulée Troie relatant sur le mode épique « l'éternel combat opposant les Troyens de la variété et les Spartiates, valeureux guerriers du sens ayant comme seules armes la puissance de leur son et leurs âmes ». Les paroles font notamment référence à « Achille, le guerrier triste ».

### Peinture

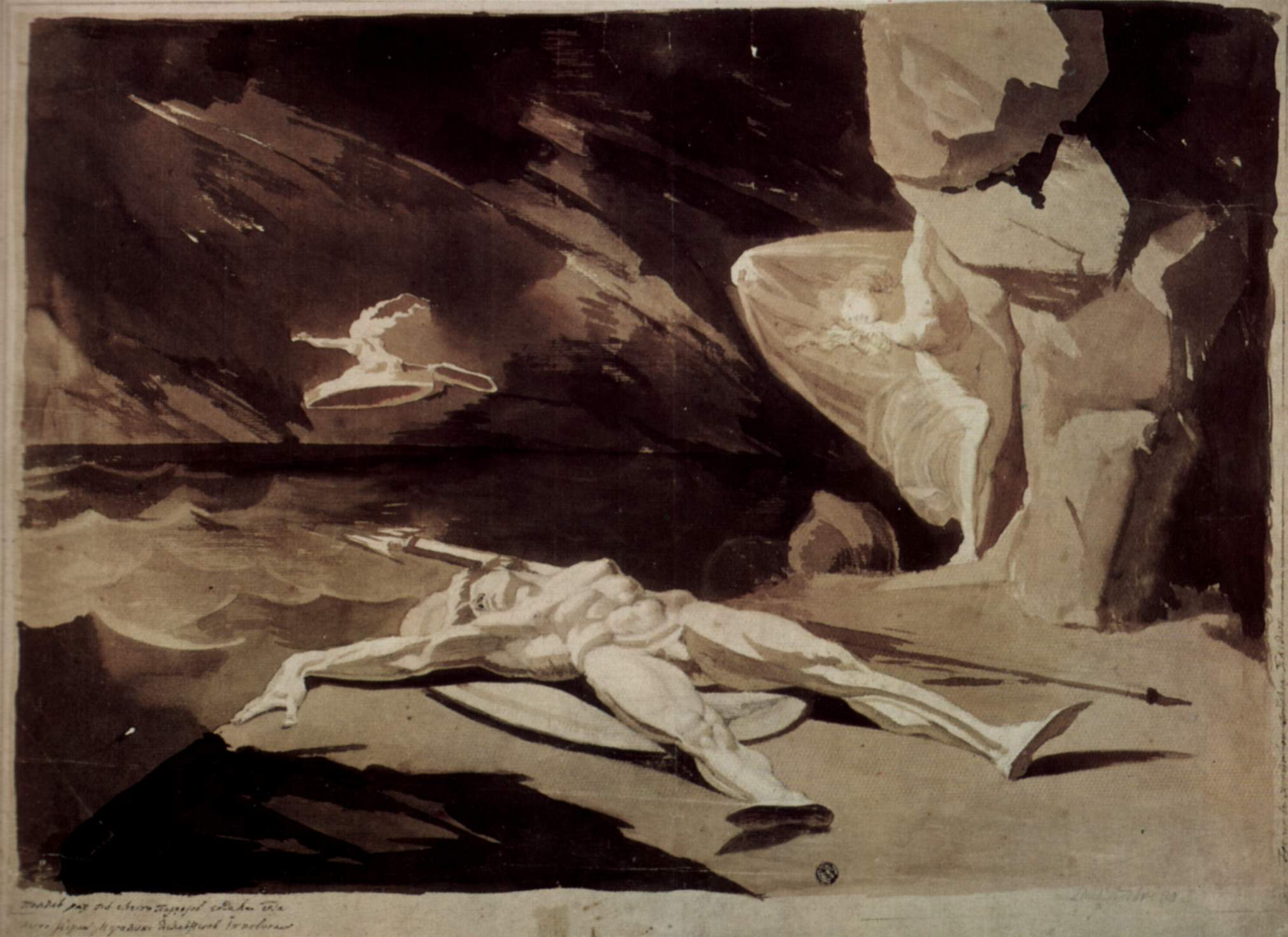
Johann Heinrich Füssli, Thétis pleure la mort d'Achille, 1780, Art Institute of Chicago.

La peinture de la Renaissance représente fréquemment des sujets empruntés à la mythologie gréco-romaine et notamment à la guerre de Troie. De ce fait, Achille y est régulièrement représenté.
Au XIXe siècle, la peinture d'histoire et le romantisme continuent à puiser parfois leurs sujets dans la mythologie. Ainsi le peintre français Jacques-Louis David peint-il en 1819 un tableau La Colère d'Achille directement inspiré par l’Iliade. La peinture académique représente aussi Achille avec La Colère d'Achille du peintre français François-Léon Benouville en 1847. En 1862, le peintre Eugène Delacroix réalise un pastel intitulé L'Éducation d'Achille montrant le centaure Chiron en train de galoper et de tirer à l'arc dans un paysage de collines, pendant que le jeune Achille, assis sur son dos, tire lui aussi à l'arc en suivant son exemple.
En 1962, Cy Twombly peint Achilles Mourning the Death of Patroclus.
Au XXIe siècle, les artistes Pierre et Gilles créent une œuvre elle aussi intitulée La Colère d'Achille (2011), à partir d'une photo de l'acteur Staiv Gentis. Cette toile est exposée au Musée Saint-Raymond, musée des Antiques de Toulouse dans le cadre de l'exposition Age of Classics ! L'Antiquité dans la culture pop[réf. nécessaire].

Quelques représentations artistiques
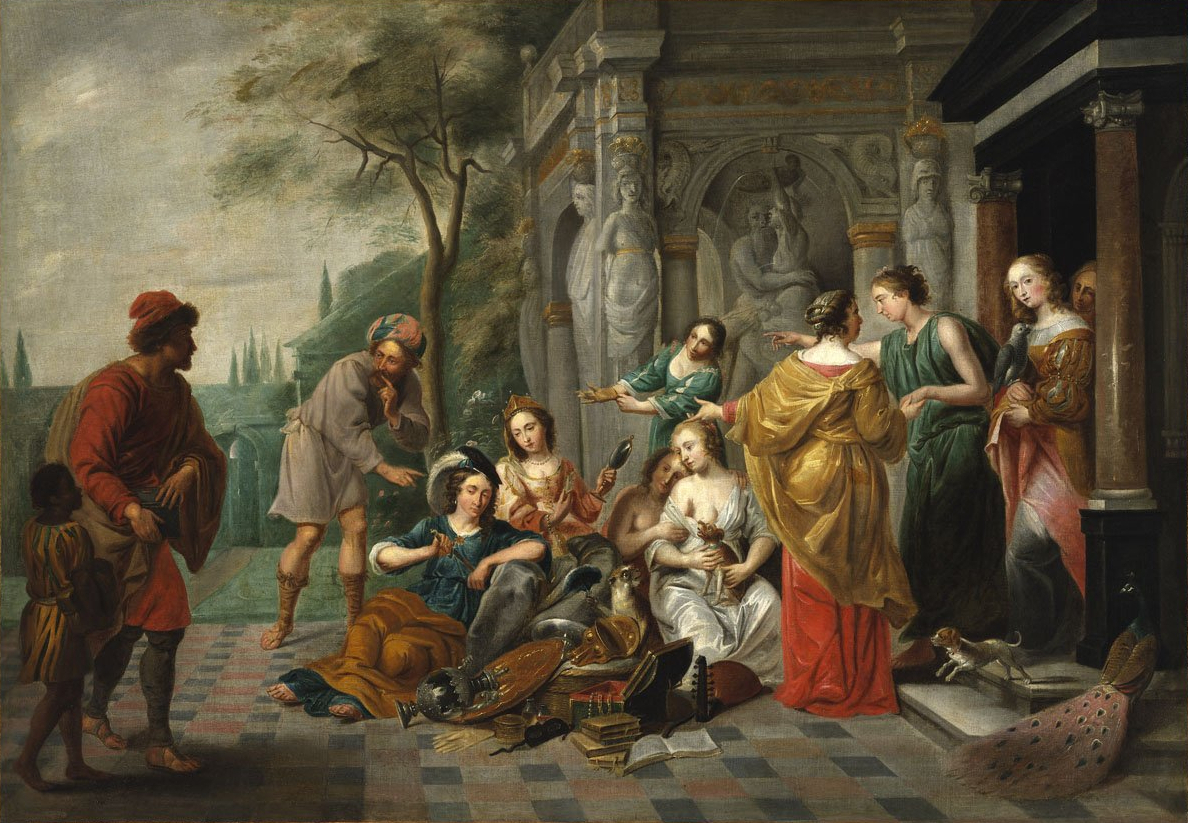
Érasme Quellin le Jeune, Achille avec les filles de Lycomède, entre 1633 et 1678.
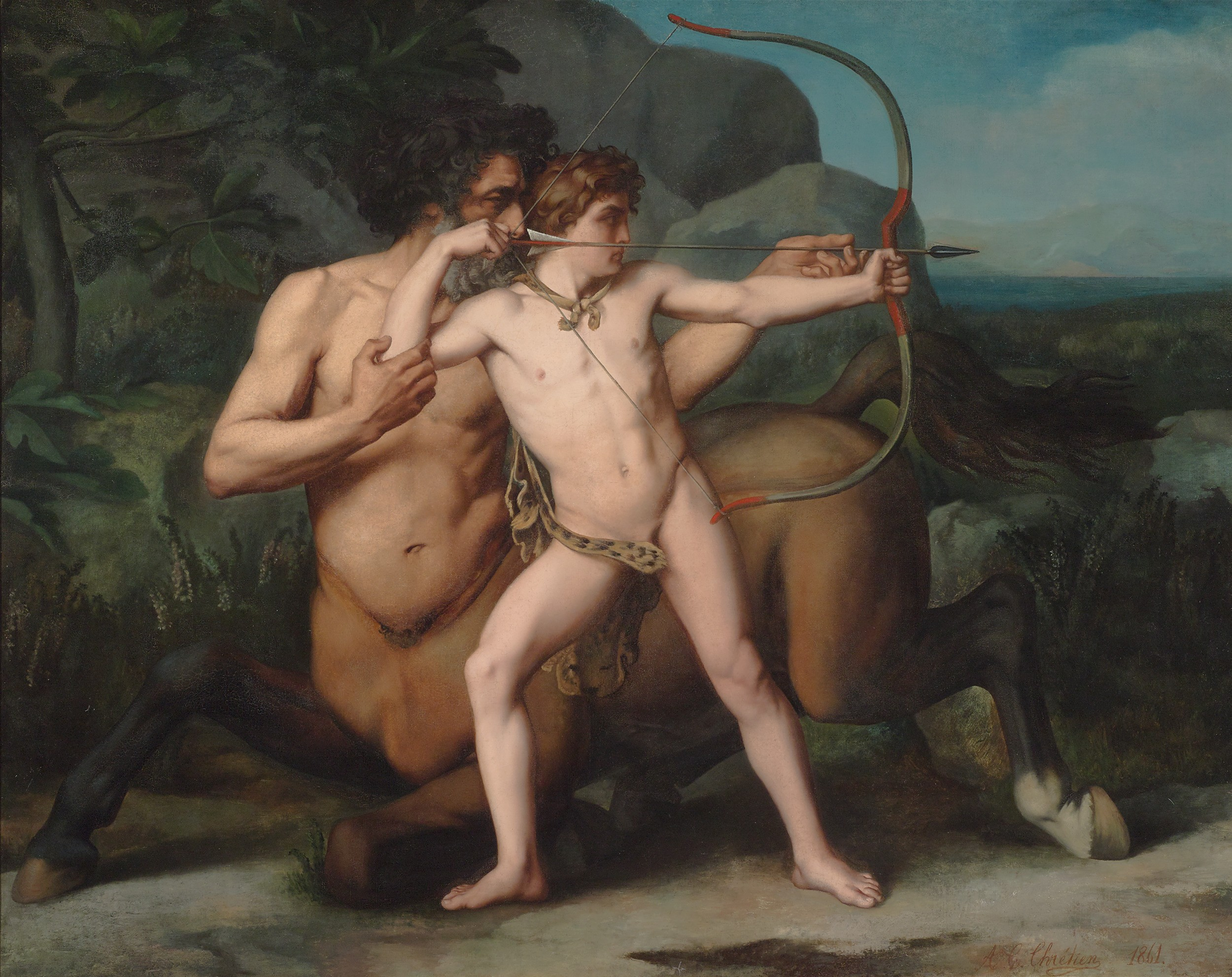
Auguste Clément Chrétien, L'éducation d'Achille, 1861.
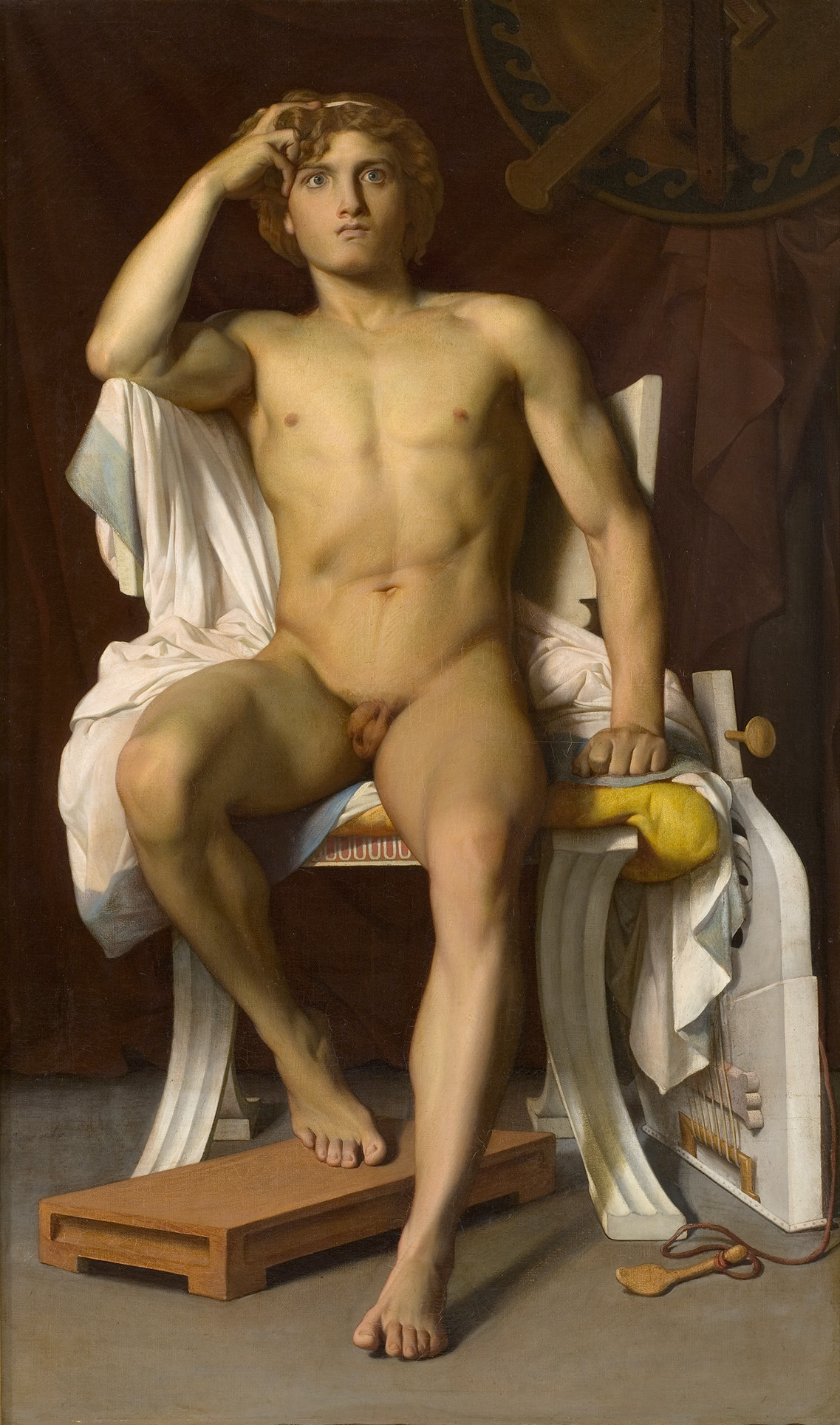
François-Léon Benouville, La Colère d'Achille, 1847, Montpellier, musée Fabre.
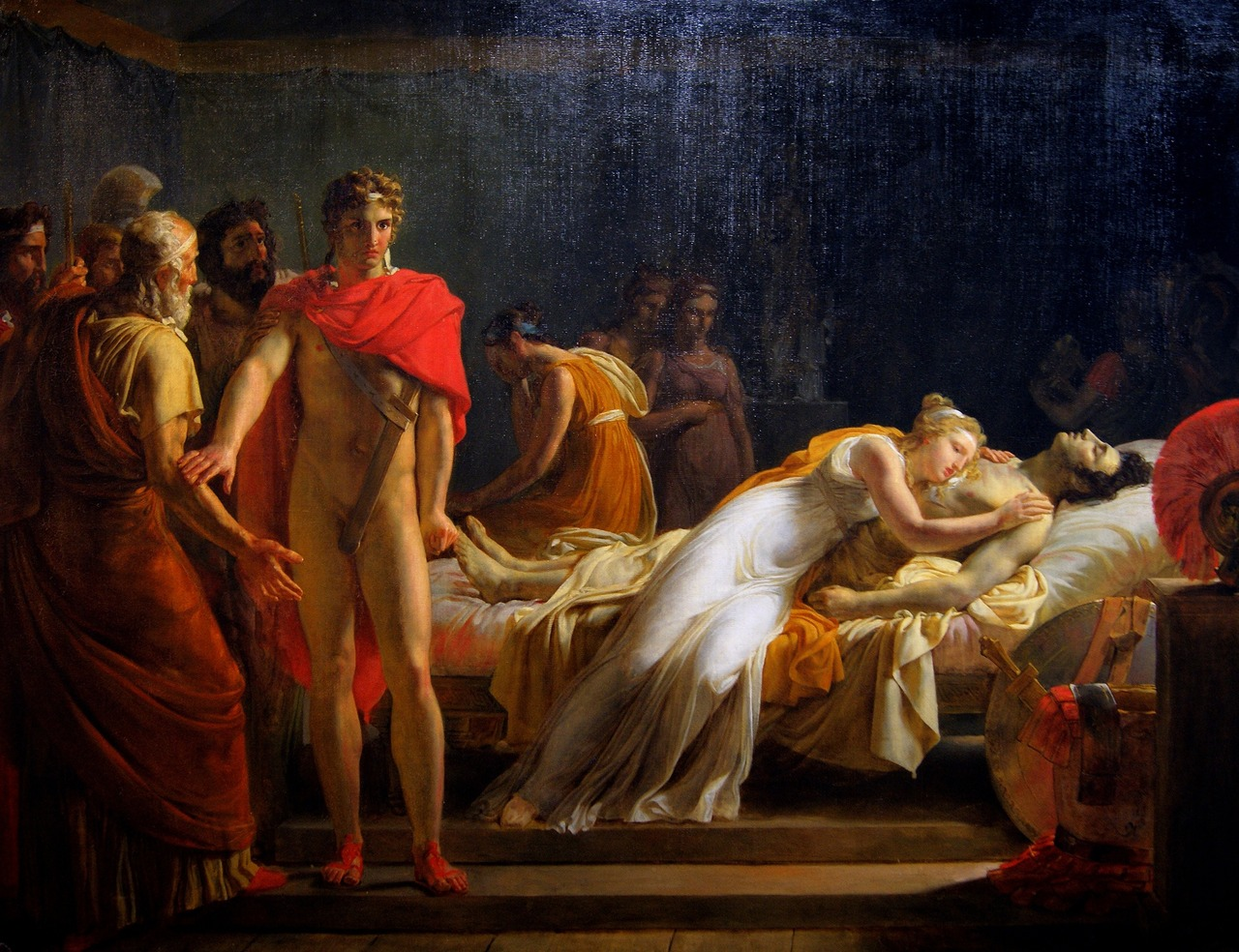
Léon Cogniet, Briséis rendue à Achille découvre dans sa tente le corps de Patrocle, 1815, Orléans, musée des Beaux-Arts.
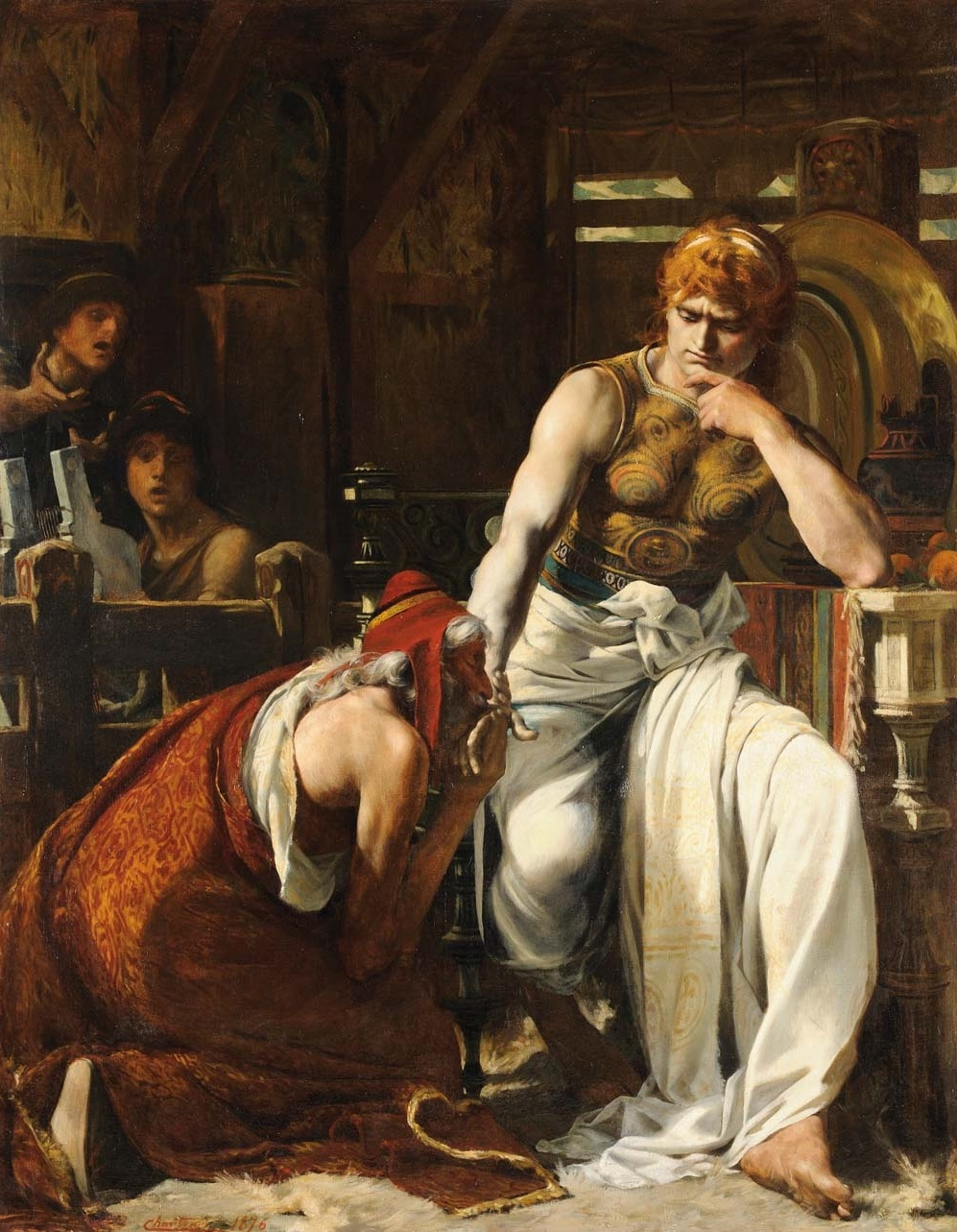
Théobald Chartran, Priam aux pieds d'Achille, 1876.

### Cinéma et téléfilms
Comme tous les héros principaux de la guerre de Troie, Achille apparaît régulièrement au cinéma dans les péplums qui s'emparent du sujet. Les péplums sur la guerre de Troie sont extrêmement nombreux : plus de 120 films, cinéma et télévision confondus, entre 1902 et 2009. On ne peut citer que quelques exemples avec leurs partis pris concernant Achille. Helena, der Unterganga Trojas, film allemand en deux parties de Manfred Noa sorti en 1924, est centré sur Hélène, dont Achille et le Troyen Hector sont tous deux secrètement amoureux ; par la suite, Pâris tue Achille d'une flèche à un moment où le héros se trouve désarmé, ce qui ne lui vaut que le mépris d'Hélène. En 1955, le téléfilm américain The Iliad de William Spier Prod. confie le rôle d'Achille à Paul Sparer. En 1956 sort le film américano-italien Hélène de Troie de Robert Wise, où Achille est joué par Stanley Baker et dépeint comme un guerrier vaniteux et sadique entièrement sous la coupe d'Agamemnon et de Ménélas, dans un film où les Achéens sont présentés comme des brigands belliqueux tandis que les Troyens cherchent la paix. En 1962, dans le film franco-italien La Guerre de Troie réalisé par Giorgio Ferroni, le héros est incarné par Arturo Dominici, mais c'est le héros troyen Énée qui est surtout mis en valeur. En 2003, le téléfilm américain Hélène de Troie, centré comme son titre l'indique sur Hélène et Pâris, montre un Achille chauve et invulnérable qui combat sans besoin d'armure ; il est de caractère brutal et entièrement dévoué à Ménélas et Agamemnon. Dans cette version, ce n'est pas Priam en personne qui va réclamer le corps d'Hector mort à Achille dans le campement achéen, mais Hélène ; Pâris la suit secrètement et tue Achille d'une flèche au talon.
Certains de ces péplums accordent une place privilégiée à Achille dans leur scénario. C'est le cas du film italien La Colère d'Achille (L'Ira di Achille) réalisé par Marino Girolami en 1962, Achille y est incarné par Gordon Mitchell. Le film se concentre sur l'épisode de la colère d'Achille relaté par l’Iliade : il commence avec la capture de Briséis et se termine lorsqu'Achille restitue le corps d'Hector à Priam ; le film ajoute que cet acte généreux d'Achille lui vaut l'immortalité. En 2004, la grosse production hollywoodienne Troie de Wolfgang Petersen, où le héros est incarné par Brad Pitt, donne à son tour la première place à Achille. Dans Troie, Patrocle est un jeune cousin d'Achille et son disciple, mais pas son amant. Contrairement à ce qui se produit dans le cycle troyen, Achille survit jusqu'au moment de la ruse du cheval de Troie et participe à la prise de la ville : c'est à ce moment qu'il est tué par une flèche de Pâris.
En 1995, le court métrage d'animation britannique Achilles, réalisé par Barry Purves, raconte la vie du héros, en mettant en avant sa relation amoureuse avec Patrocle, dans un univers visuel inspiré par les arts grecs antiques.

### Séries télévisées
Achille apparaît également à la télévision dans The Myth Makers (littéralement Les Faiseurs de mythes), un épisode de la série de science-fiction britannique Doctor Who diffusé en quatre parties en octobre et novembre 1965. Le Docteur, un extra-terrestre à apparence humaine capable de voyager dans le temps à bord de son vaisseau, vient en aide à Achille afin de l'aider à tuer Hector et se fait prendre pour Zeus. C'est également le Docteur qui imagine la ruse du cheval de Troie. Au cours de l'épisode, Achille est tué par un héros troyen, Troïlus (l'épisode s'inspire librement de la pièce de Shakespeare Troïlus et Cressida, dans laquelle c'est Troïlus qui est tué par Achille).
Achille est un personnage important de la série Troie : La Chute d'une cité diffusée en 2018 sur la BBC et sur Netflix et librement inspirée du mythe de la guerre de Troie. Le personnage y est joué par David Gyasi.

### Jeux vidéo
Achille apparaît en tant que personnage non jouable dans le jeu vidéo Hades publié en 2018. Après sa mort au combat, afin de permettre à son amant Patrocle de résider aux Champs Élysées, il accepte un contrat avec Hadès et descend dans le Tartare pour devenir le maître d'arme du jeune Zagreus, fils du dieu du monde souterrain.

### Architecture
L’Achilleion de Corfou est un palais de l'impératrice Élisabeth d’Autriche-Hongrie (plus connue sous le nom de Sissi) construit en l'honneur du héros mythologique en 1890 et situé dans le dème d'Achilleio.

### Sport
Comme l'Ajax Amsterdam, l'Achilles '29, un autre club de football néerlandais, s'est également inspiré du conflit légendaire de la Guerre de Troie, faisant directement référence au héros homérique grec. Il en est de même pour le club belge de handball du Achilles Bocholt.